# Поворскля

Карта Поворскля (середня течія Ворскли). М-б 1:200000

Пово́рскля — прилеглі до річки Ворскли території, що тяжіють до неї географічно, економічно та мають певні спільні риси історії розвитку.
Це поняття досить широко використовується істориками та археологами.

## Історичний регіон Поворскля
Як відомо, на перших етапах розвитку людського суспільства річки, струмки та джерела були, практично, єдиними джерелами водопостачання людської спільноти. Згодом річки стали основними транспортними артеріями державних утворень та обумовлювали міжрегіональні та міждержавні торговельні зв'язки. Враховуючи те, що у давні часи Ворскла, завдяки льодовиковому походженню і відмінним від сьогочасних кліматичним умовам, була повноводнішою, а річкові судна не вимагали глибокої води, то річка протягом сотень кілометрів була судноплавною (до XVIII ст.). Були судноплавними і деякі її притоки.
Річка Ворскла тече по території Бєлгородської області Російської Федерації (Івнянський, Яковлівський, Борисівський, Грайворонський райони) та Сумської (Охтирський район) і Полтавської (Полтавський район) областей України.
Нині на Поворсклі найбільші населені пункти Строїтель, Томаровка, Борисовка, Грайворон (у Бєлгородській області), Велика Писарівка, Кириківка, Тростянець, Охтирка, Куземин (у Сумській області), Котельва, Більськ, Опішня, Великі Будища, Диканька, Стасі, Полтава, Старі Санжари, Мала Перещепина, Нові Санжари, Зачепилівка, Білики, Кобеляки (у Полтавській області).

## Географія

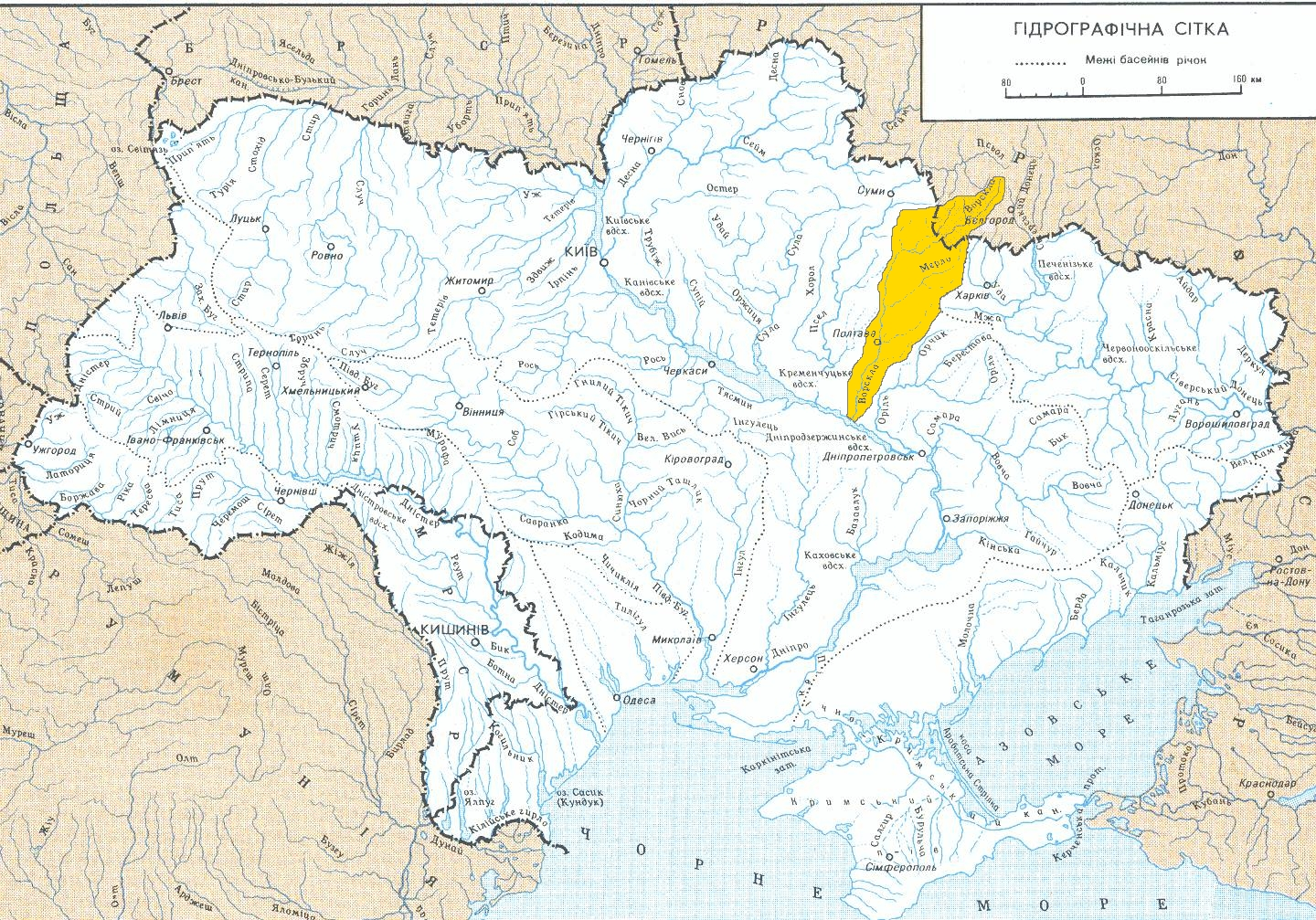
Басейн Ворскли.

### Гідрографія
Витік річки Ворскли знаходиться приблизно за 1,5 км на захід від с. Покровка Івнянського району Бєлгородської області Російської Федерації.
Головні притоки Ворскли: праві — Ворсклиця, Боромля, Олешня, Полузір'я, Великий Кобелячок; ліві — Братениця, Івани, Рябинка, Коломак, Котельва, Мерла, Тагамлик.
На кінець 19 століття ширина Ворскли становила від 12 до 40 саженів, тобто від 25 до 85 м . Найбільші на той час притоки з 15-ти Коломак і Великий Кобелячок.

## Природоохоронні території
Природоохоронні території Поворскля розташовані на території Сумської  та Полтавської  областей України та Бєлгородської області  Російської Федерації.

### Бєлгородська область РФ
- Регіональний природний парк «Хотмижський» — розташований на території Борисовського (8602 га) і Грайворонського (2060 га) районів. Протяжність з півночі на південь 15.1 км, із заходу на схід — 16.3 км.
- Ліс на Ворсклі — ділянка заповідника «Білогір'я», розташована поблизу селища Борисовка, на правому березі річки Ворскли. Загальна площа 1038 га. Охоронна зона 488 га.
- Острас'єві яри (урочище Низьке) — ділянка заповідника «Білогір'я», розташована на 8 км південніше від смт Борисовка. Загальна площа 90 га.

### Україна

#### Національні природні парки

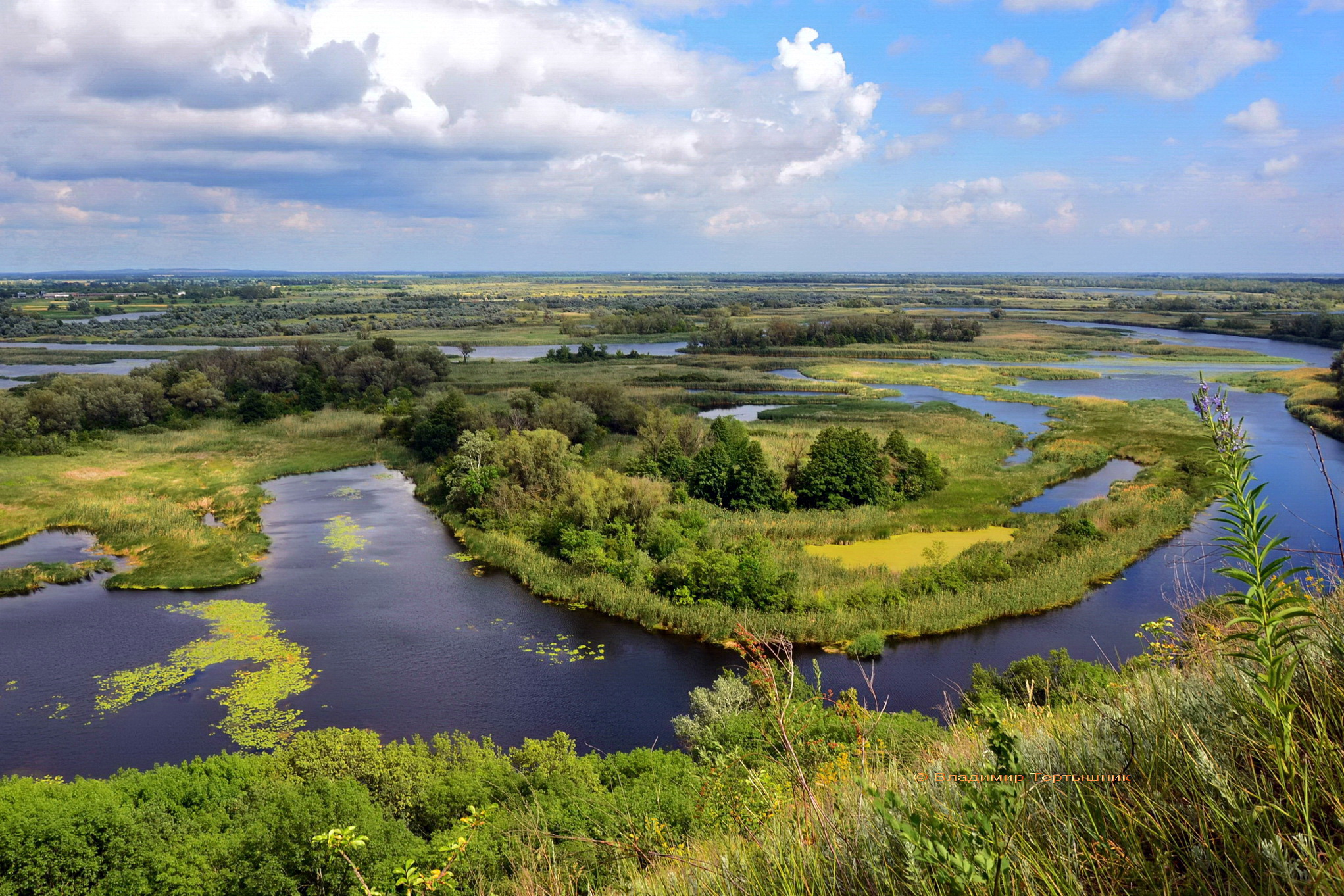
Ворскла в районі Лучкківського ландшафтного заказника

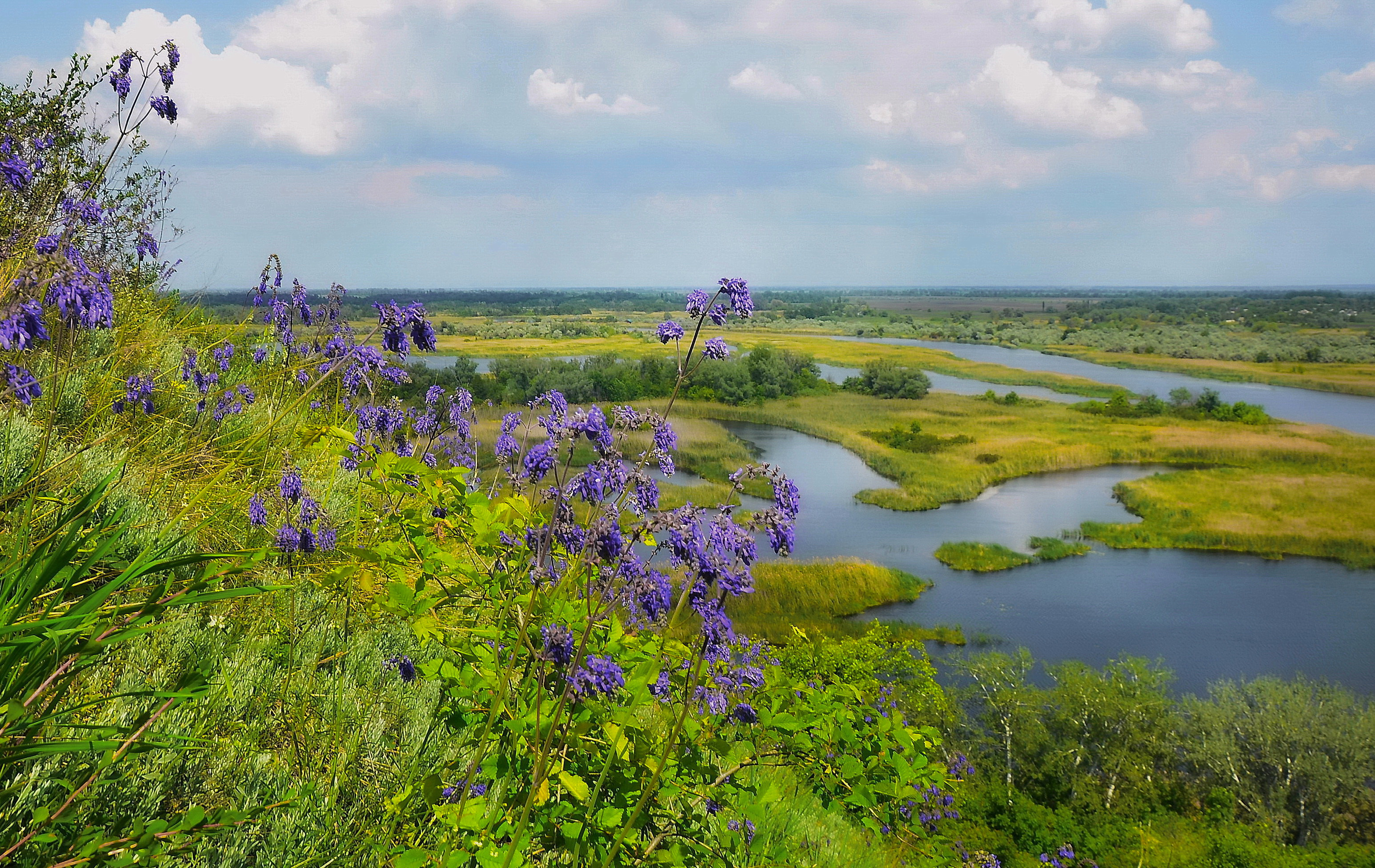
Шавлія на берегах Ворскли

- Ворскла в районі Лучкківського ландшафтного заказникаШавлія на берегах ВорсклиГетьманський національний природний парк — національний природний парк на території Охтирського району Сумської області.

#### Регіональні ландшафтні парки
- Регіональний ландшафтний парк «Диканський», розташований у північно-східній частині Полтавської області в Полтавському районі між селищем Диканька та р. Ворскла.

До його складу входять 5 пам'яток архітектури XVIII-XIX століть, а також 7 природоохоронних об'єктів: Фесенкові Горби, Ялиновий гай, Бузковий гай, Кочубеївські дуби, Писарівщинський лісопарк, Відслонення пісковиків, Парасоцький ліс.
- Регіональний ландшафтний парк «Нижньоворсклянський», розташований у південно-східній частині Полтавської області, у Полтавському районі.

До нього входять: долина р. Ворскли з острівною системою в Кам'янському водосховищі (між селами Правобережна та Лівобережна Сокілки, Вільховатка, Орлик, Придніпрянське, Лучки, Світлогірське), ДП «Кременчуцький лісгосп», ділянки лісу Кишенського та Новоорлицького лісництв.

#### Пам'ятки природи,ботанічні сади та парки
- Ковпаківський парк — пам'ятка садово-паркового мистецтва загальнодержавного значення (Полтавський район Полтавської області).
- Парасоцьке урочище — комплексна пам'ятка природи загальнодержавного значення (Полтавський район).
- Кочубеївські дуби — пам'ятка природи, що охороняється Законом (селище Диканька).
- Бузковий гай — ботанічна пам'ятка природи (селище Диканька)
- Писарівщанський парк — пам'ятка садово-паркового мистецтва у селі Писарівщина Полтавського району.
- Полтавський міський парк — пам'ятка садово-паркового мистецтва загальнодержавного значення (м. Полтава).
- Шкурине — заповідне урочище (між с. Деменки, с. Василівка, с. Проскури, праворуч автошляху Кобеляки—Кам'янське)

#### Заказники

##### Загальнодержавного значення
- Бакирівський гідрологічний заказник загальнодержавного значення.
- Вільхівщинський ландшафтний заказник  загальнодержавного значення
- Климентівський гідрологічний заказник загальнодержавного значення.
- Хухрянський гідрологічний заказник загальнодержавного значення.
- Малоперещепинський болотний заказник загальнодержавного значення.
- Лучківський ландшафтний заказник загальнодержавного значення (Полтавський р-н, с. Лучки, Кишеньківське лісництво, кв. 6-14)

##### Місцевого значення
- Розсошенський — ботанічний заказник місцевого значення
- Ямний — заказник місцевого значення
- Фесенкові Горби — загальнозоологічний заказник
- Новоорлицькі Кучугури — ботанічний заказник (Кобеляцький район)
- Вільховатський ландшафтний заказник (Кобеляцький район)
- Крамареве — ландшафтний заказник (Кобеляцький район)
- Вишняки — ландшафтний заказник (Кобеляцький район)
- Пелехи — ландшафтний заказник (Кобеляцький район)
- Батьки — ландшафтний заказник місцевого значення (с. Батьки)
- Котове — ботанічний заказник місцевого значення (с. Хижняківка, Опішнянське лісництво, кв. 44,45)
- Озеро «Лазьки» — гідрологічний заказник місцевого значення (с. Лазьки)
- Будникове — орнітологічний заказник місцевого значення (с. Васьки)
- Жукове — ландшафтний заказник  місцевого значення (с. Сухинівка)
- Новосанжарський — ландшафтний заказник місцевого значення.
- Ревазівський — заказник гідрологічний місцевого значення.
- Перегонівський — ландшафтний заказник  місцевого значення (с. Перегонівка)
- Шарівка — ландшафтний заказник  місцевого значення (між с. Кунівка і м. Кобеляки, Кобеляцьке лісництво, кв. 30—36, 103)
- Ревущине — ландшафтний заказник  місцевого значення (с. Ревущине)
- Глинський — гідрологічний заказник місцевого значення (с. Красне, праворуч від автошляху Кобеляки—Дніпро)
- Ситникове — гідрологічний заказник місцевого значення (с. Іванівка, ліворуч від автошляху Кобеляки—Дніпро)

#### Мисливські господарства
- Диканське

ДП "Диканське ДЛМГ"

## Історія

### Основні риси

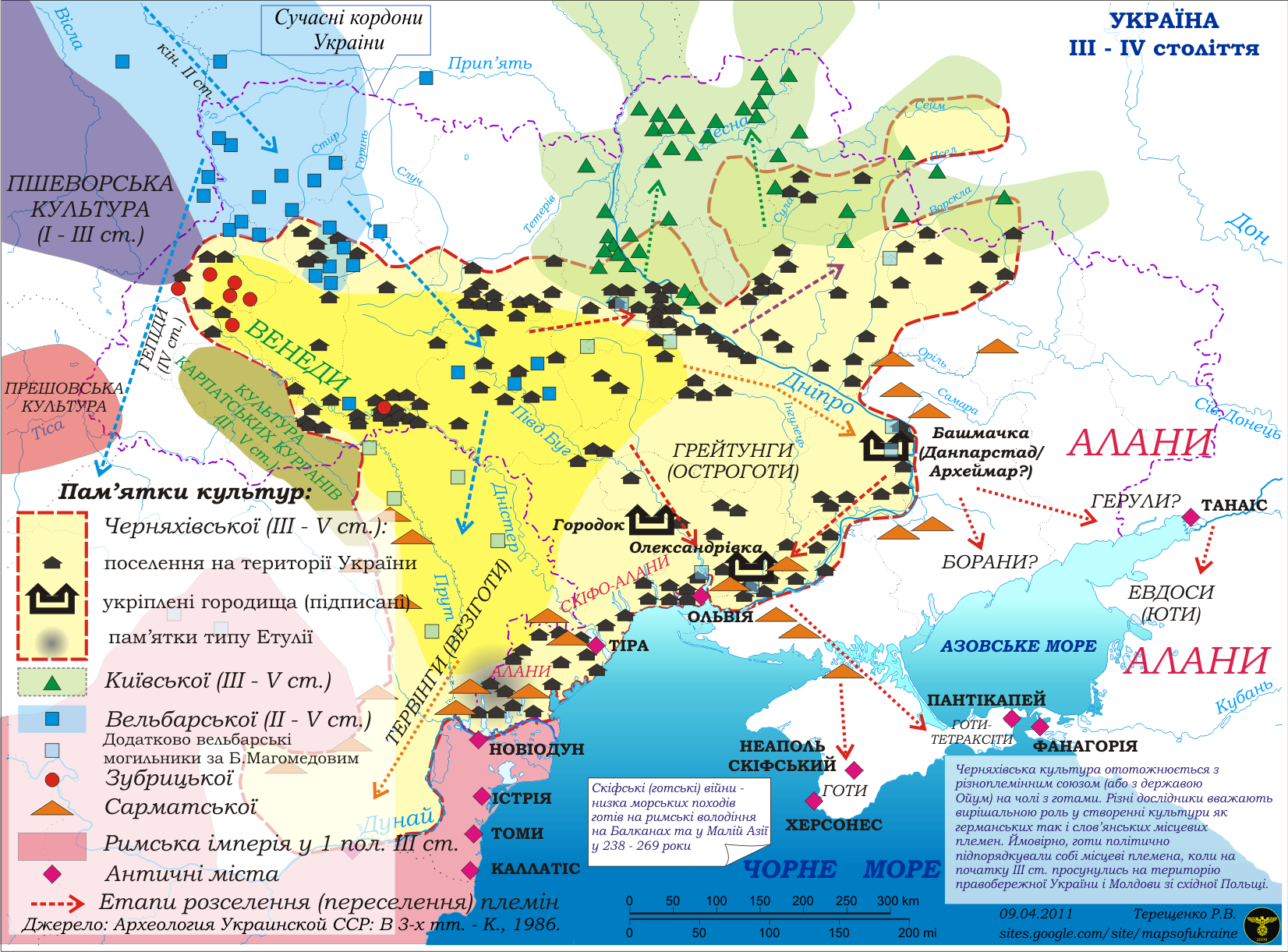
Поселення Черняхівської культури на Поворсклі

Початком історії розвитку Поворскля, як певного природного регіону, можна вважати часи формування річкових систем на території нинішньої України, що мають льодовикове походження.
Соціально-економічний розвиток території почався з появою на ній людини. Вже в часи існування первісної людини — доба стародавнього кам'яної доби — пізнього палеоліту (35—11 тис. років до н. е.) — на території нинішньої Полтави існували стійбища первісних мисливців.
Зі зміною кліматичних умов за мезоліту (IX — VI тис. до н. є.) первісною людиною обживаються надзаплавні тераси річки. Сліди однієї з таких стоянок знайдені поблизу села Макухівка Полтавського району.
Найбільшою кількістю пам'яток представлені старожитності пізньої кам'яної доби — неоліту (V — III тис. до н. е.). Вони відкриті на перших і других надзаплавних терасах річок Ворскли та Коломака.
Відоме поселення культури неоліту ямково-гребінцевої кераміки в урочищі Біла Гора, за 3 кілометри на схід від Полтави.
Населення приполтавських поселень неолітичної доби підтримувало контакти з більш південними сусідами — племенами сурсько-дніпровської неолітичної культури та культури типу Посухи доби енеоліту, характерні вироби яких знайдені поблизу Полтави.
На межі енеоліту (мідний доба) і доби ранньої бронзи (XXII — XIX ст. до н. е.) лісостепові простори Поворскля заселили індо-арійські племена ямної культурно-історичної спільноти. Саме вони були будівниками перших величних земляних гробниць на території Полтавщини — курганів, які насипали, відправляючи у подорож до потойбічного світу своїх співплемінників. В межах Полтави знаходиться ряд поховальних пам'яток ямної культури — група курганів на захід від села Зінці, кургани біля села Івашки. Знайдено і чимало окремих знахідок цієї доби — кам'яні свердлені сокири-молоти з мікрорайонів Алмазний, Сади і сіл Рибці, Жуки, Супрунівка.
Майже тисячолітній період бронзової доби (XIX — IX ст. до н. е.) представлений досить нерівномірно. У селі Тахтаулове, на північ від Полтави, розкопаний курган з похованням катакомбної культури (XVIII — початок XVII ст. до н. е.). На західній межі міста, біля села Михайлики, досліджено курган з похованнями культури багатоваликової кераміки (XVII ст. до н. е.) і зрубної культури (XVI ст. до н. е.). В одному з перших знайдені рідкісні намистини, виготовлені з давньоєгипетського фаянсу, що свідчить про усталеність зв'язків давнього населення доби бронзи Дніпровського Лівобережжя з центрами світової цивілізації понад 3, 5 тисячі років тому.

Поселення доби заліза в басейні р. Ворскли

За ранньозалізної доби (скіфський час) Поворскля займали землеробські племена гелонів та будинів. Тут вони створили ранньодержавне утворення зі столицею на місці сучасного села Більськ Котелевського району — грандіозне Більське городище, яке ряд вітчизняних істориків та археологів вважають за місто Гелон, відоме за описом давньогрецького історика Геродота (V ст. до н. е.) . До широкої сільськогосподарської округи цього городища входила щільна «низка» поселень по Ворсклі, у тому числі й у межах сучасної Полтави.
У другій чверті першого тисячоліття нашої ери територія Полтавщини (чи її частина?) ввійшла до складу різноетнічного масиву племен, об'єднаних у складі Готської держави. До нього входили пізньоскіфські землероби, сармати, слов'яни та готи. Об'єднання відоме в науці під назвою черняхівської культури. Рештки невеликих поселень цього часу відомі поблизу Вакуленець і Побиванки, Біофабрики, на Білій Горі, поряд із селами Андріївка і Зорівка. Чудово виконаний кружальний посуд з лискованою поверхнею, величезний набір виробів з кольорових та чорних металів, пожвавлені контакти з пізньоантичним світом — ось що характеризує розвиток носіїв черняхівської культури — землеробів часу існування царства готів у Північному Причорномор'ї. Як наслідок, у середовище черняхівських племен потрапляла значна кількість срібної римської монети — денаріїв, що забезпечувала обмін, була джерелом ювелірного виробництва і, можливо, стимулювала появу власного грошового обігу, осідаючи з часом у складі численних скарбів. До десятка таких скарбів з монетами І — II століття нової ери було виявлено і в Полтаві та околицях міста.

Охтирський полк

У верхів'ях Ворскли та поблизу міст Коломак, Валки й Охтирка (територія Харківського й Охтирського полків) проходив Муравський Шлях, між верхів'ями річок Сіверський Донець, Оскол, Ворскла і Псел він виходив на Ізюмський шлях.
Населені пункти на території Поворскля за часів полкового устрою України входили до складу Охтирського, Зіньківського, Гадяцького, Полтавського полків.

### Історичні місця Поворскля
- Грайворон
- Тростянець
- Охтирка
- Котельва
- Більськ
- Опішня
- Великі Будища
- Диканька
- Поле Полтавської битви
- Полтава
- Мала Перещепина
- Кобеляки
- Переволочна

### Найзначніші події
- У серпні 1399 року на річці Ворсклі зустрілися війська Великого князя Литовського Вітовта і хана Заволзької Орди Темір-Кутлука під проводом його воєначальника Едигея (або Єдигея). Відбулася жорстока битва, де великому князеві литовському та його союзникам було завдано страшної поразки.
- 6 лютого 1658 року загони М. Пушкаря та Я. Барабаша, які нараховували близько 40 тис. осіб, розбили гетьманські частини І. Виговського під командуванням І. Богуна та І. Сербина. У травні 1658 року регулярні частини за підтримки загону кримських татар після боїв під Красним Лугом і Пустозером примусили М. Пушкаря і Я. Барабаша відступити до Полтави. 11 червня 1658 року загони заколотників у бою під Полтавою були розбиті. У жорстоких боях загинуло близько 50 тис. осіб. І. Виговський спалив Полтаву та, як пишуть літописи, ще багато українських міст, а інші міста та села віддав татарам на пограбування і ясир.
- 27 червня (8 липня) 1709 поблизу Полтави відбулася одна з вирішальних битв Північної війни, так звана Полтавська битва між військами Московського царя Петра I і короля Швеції Карла XII.

### Особистості
На Поворсклі жили і працювали:
У Полтаві:
- Петлюра Симон Васильович(1879—1926) — український державний і політичний діяч, публіцист, літературний і театральний критик, організатор українських збройних сил.
- Петлюра Ольга Опанасівна(1885—1959) — український педагог, активістка політичної еміграції УНР в Парижі. Мати української поетеси-емігрантки Лесі Петлюри, дружина голови Директорії Української Народної Республіки Симона Петлюри (від 1910 року).

У Диканьці:
- Величко Самійло Васильович — літописець
- Докучаєв Василь Васильович — вчений-ґрунтознавець
- Ізмаїльський Олександр Олексійович — вчений-агроном
- Діхтяр Олекса Іванович — письменник
- Дроб'язко Іван Григорович(1894—1972) — український майстер художнього різьблення, похований у Диканьці.
- Головко Андрій — письменник
- Капельгородський Пилип — письменник
- Ріс Вільямс Альберт — відомий американський публіцист та журналіст
- Воронянський Юхим Іванович — педагог і організатор педагогічної справи

У Кобеляках:
- Касьян Микола Андрійович — український лікар-остеопат, академік Української академії наук, Заслужений лікар України.
- Солодовник Сергій Максимович — український живописець.
- Паліївець Григорій Іванович — майстер українських народних інструментів, відомий як конструктор бандури харківського типу.
- Білецький Михайло Семенович — український письменник-гуморист.

У Котельві:
- Ковпак Сидір Артемович — керівник радянських партизанських загонів в Україні, генерал-майор, двічі Герой Радянського Союзу (1942, 1944).

У Писарівщині:
- Пойдеменко Микола Костович — поет, педагог.

На Поворсклі народилися:
- Хвильовий Микола — український прозаїк, поет, публіцист, один з основоположників пореволюційної української прози.
- Китиця Павло Платонович — підполковник Армії УНР.
- Симановський Василь Лаврович  — полковник, учасник Першої світової війни і Білого руху на Півдні Росії та в Україні, один з найближчих соратників Лавра Корнілова, командир одного з перших загонів Добровольчої армії — загону полковника Симановського.
- Щербань О. Н. — український вчений у галузі гірничої теплофізики і організатор науки, дійсний член АН УРСР (з 1957), Заслужений діяч науки і техніки УРСР (з 1966), Лауреат Державної премії СРСР (1969), депутат Верховної Ради УРСР(1962).
- Івахненко Олексій Григорович — український вчений у галузі автоматичного керування, кібернетики і математичного моделювання. Академік НАН України (2003). Заслужений діяч науки УРСР (1972).
- Стешенко Микола Володимирович — український астрофізик, академік Національної академії наук України (1997), член-кореспондент Російської академії наук, заслужений діяч науки і техніки України.
- Ганул Валентин Леонідович — український вчений-онколог, член-кореспондент НАН України, член-кореспондент Академії медичних наук України, доктор медичних наук, професор.
- Гурвич Олександр Гаврилович — біолог і гістолог, в 1945—1948 рр. — директор інституту експериментальної біології АМН СРСР. Лауреат Сталінської премії.
- Омелянський Василь Леонідович — мікробіолог, академік АН СРСР. Член-кореспондент Туринської медичної академії, Ломбардської АН, Американського товариства бактеріологів.
- Сусідко Петро Іванович — вчений-ентомолог, доктор біологічних наук, академік ВАСГНІЛ, академік РАСГН. У 1972-1979 рр. – директор Всесоюзного науково-дослідного інституту кукурудзи, у 1979-1982 роках – головний секретар Президії ВАСГНІЛ. Кавалер трьох орденів Трудового Червоного Прапора.
- Наріжний Симон Петрович — дослідник української еміграції, бібліограф, історик.
- Тацій Василь Якович  — Президент Академії правових наук України, ректор Національної юридичної академії України ім. Я. Мудрого, академік НАН України.

## Культурна спадщина

### Історико-культурні заповідники національного значення
- Державний історико-культурний заповідник «Поле Полтавської битви» (м. Полтава)
- Національний музей-заповідник українського гончарства в Опішному (селище Опішня)

### Археологічні пам'ятки
- Олефірщинський могильник. Курганний могильник скіфського часу, що належить до відомих поховальних пам’яток поворсклянського землеробського населення V-IV ст. до н.е.
- Більське городище.
- Городище IX-XIII ст. в урочищі Брусія (с. Михайлівка) — об'єкт культурної спадщини національного значення.

### Об'єкти культурної спадщини національного значення
Згідно з Законом України «Про охорону культурної спадщини»  Постановою Кабінету міністрів України від 3 вересня 2009 р. N 928 до Державного реєстру нерухомих пам'яток України внесені об'єкти культурної спадщини національного значення (археологія):
- Археологічний комплекс: городища (2), селища (2) і курганний могильник IX-XIII століття, с. Журавне Охтирського району Сумської області
- Городище IX століття до Р. Х. - IV століття, с. Кам'янка Охтирського району Сумської області
- Городище і селище IX-XIII століття, с. Куземин Охтирського району Сумської області
- Укріплення Більського городища IX століття до Р. Х. - IV століття, с. Куземин Охтирського району Сумської області
- Городище та поселення багатошарові (IX століття до нашої ери - IV століття, IX - XIII століття, XIV - XVII століття) — Соборна площа, урочище Іванова Гора у м. Полтава.
- Городище XIII - VIII століття до нашої ери, IX - XIII століття, с. Глинське Полтавського району Полтавської області.
- Городище IX-XIII ст. в урочищі Брусія (с. Михайлівка Полтавського району Полтавської області).
- Комплекс пам'яток території і округи Більського городища, II тисячоліття - X століття до нашої ери, X століття до нашої ери - IV століття, XIV - XVII століття, с. Більськ, території Білицької та Опішнянської громад Полтавського району Полтавської області і Грунської громади Охтирського району Сумської області.
- Майдан «Великий Скоробір». IX століття до нашої ери - IV століття, VII - III століття до нашої ери, кінець XVI - XVIII століття, між селами Більськ та Батьки Полтавського району Полтавської області. Пам'ятка археології, науки і техніки.

### Музеї
- Охтирський міський краєзнавчий музей, м. Охтирка Охтирського району Сумської області
- Тростянецький районний краєзнавчий музей,м. Тростянець, Охтирського району Сумської області
- Полтавський краєзнавчий музей, м. Полтава
- Полтавський художній музей, м. Полтава
- Полтавський літературно-меморіальний музей І. Котляревського, м. Полтава
- Полтавський літературно-меморіальний музей Панаса Мирного, м. Полтава
- Полтавський літературно-меморіальний музей В. Короленка, м. Полтава
- Державний історико-краєзнавчий музей ім. Д. М. Гармаша, селище Диканька, Полтавського району Полтавської області
- Кобеляцький музей літератури і мистецтва, м. Кобеляки, Полтавського району Полтавської області
- Білицький літературно-меморіальний музей Мате Залки, селище Білики Полтавського району Полтавської області
- Білицький народний музей історії та художньо-ужиткового мистецтва, селище Білики Полтавського району Полтавської області
- Державний літературно-меморіальний музей-садиба Олеся Гончара, с. Сухе Полтавського району Полтавської області

## Економічний розвиток

### Торговельні зв'язки
Археологічні дослідження знахідок у курганах бронзової доби на території міста Полтави та прилеглих землях свідчать про усталеність зв'язків давнього населення доби бронзи Дніпровського Лівобережжя з центрами світової цивілізації понад 3, 5 тисячі років тому. В одному з курганів знайдені рідкісні намистини, виготовлені з давньоєгипетського фаянсу.
Рештки невеликих поселень другої чверті першого тисячоліття нашої ери, які відносять до державного утворення часів черняхівської культури, відомі поблизу Вакуленець і Побиванки, Біофабрики, на Білій Горі, поряд із селами Андріївка і Зорівка. У середовище черняхівських племен потрапляла значна кількість срібної римської монети — денаріїв, що забезпечувала обмін, була джерелом ювелірного виробництва і, можливо, стимулювала появу власного грошового обігу.

## Галерея

### Особистості

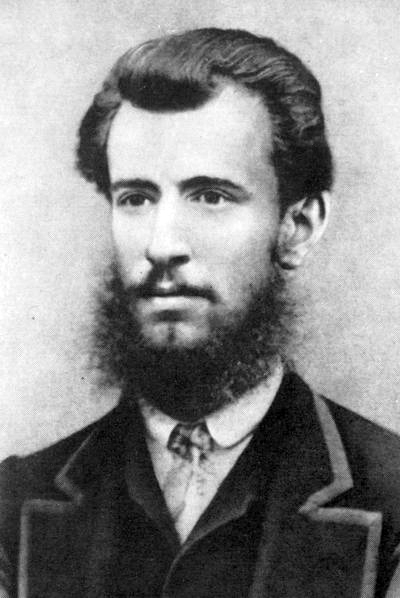
Панас Мирний
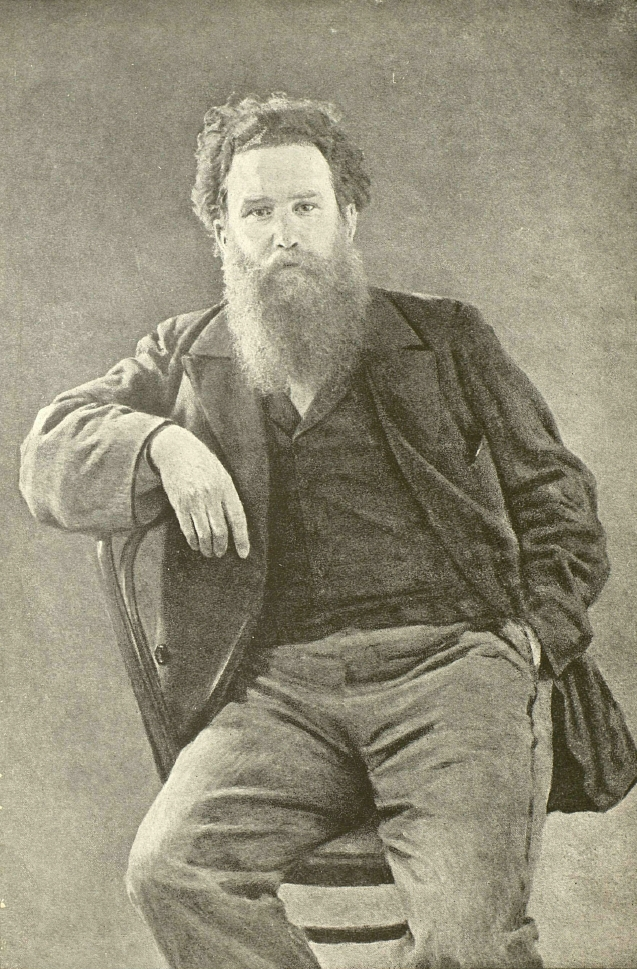
Володимир Короленко
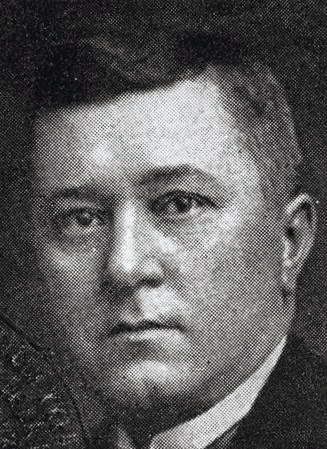
Василь Королів
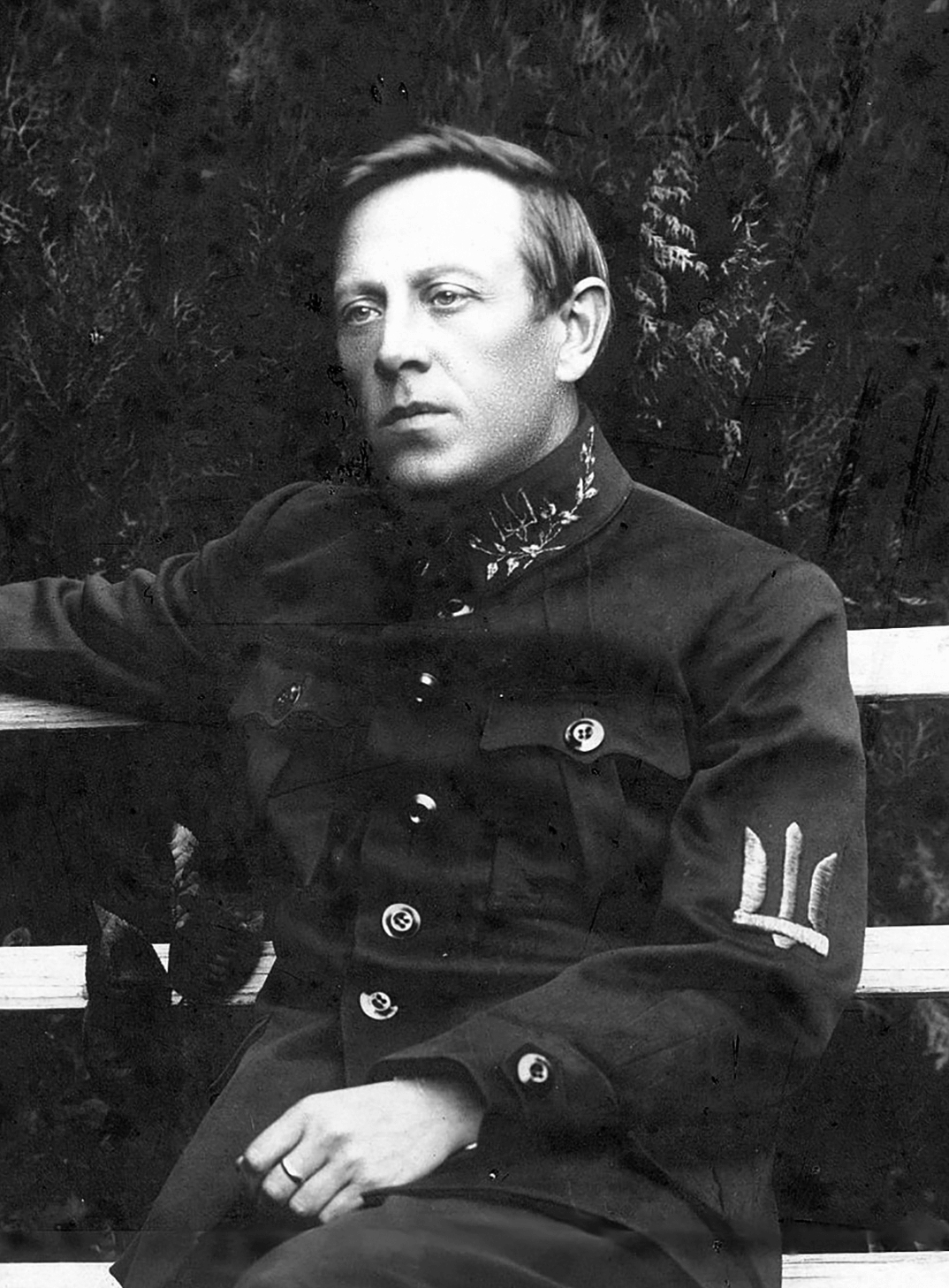
Симон Петлюра
Ольга Панасівна Петлюра з донькою
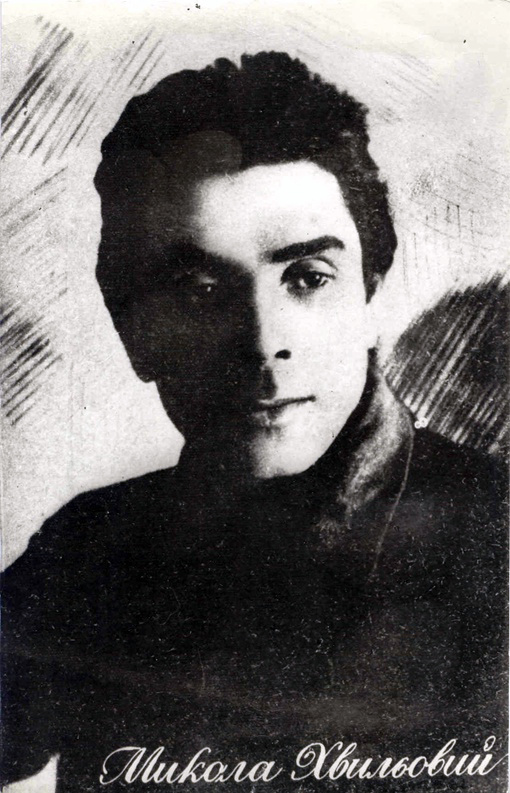
Микола Хвильовий

### Пам'ятки історії та архітектури

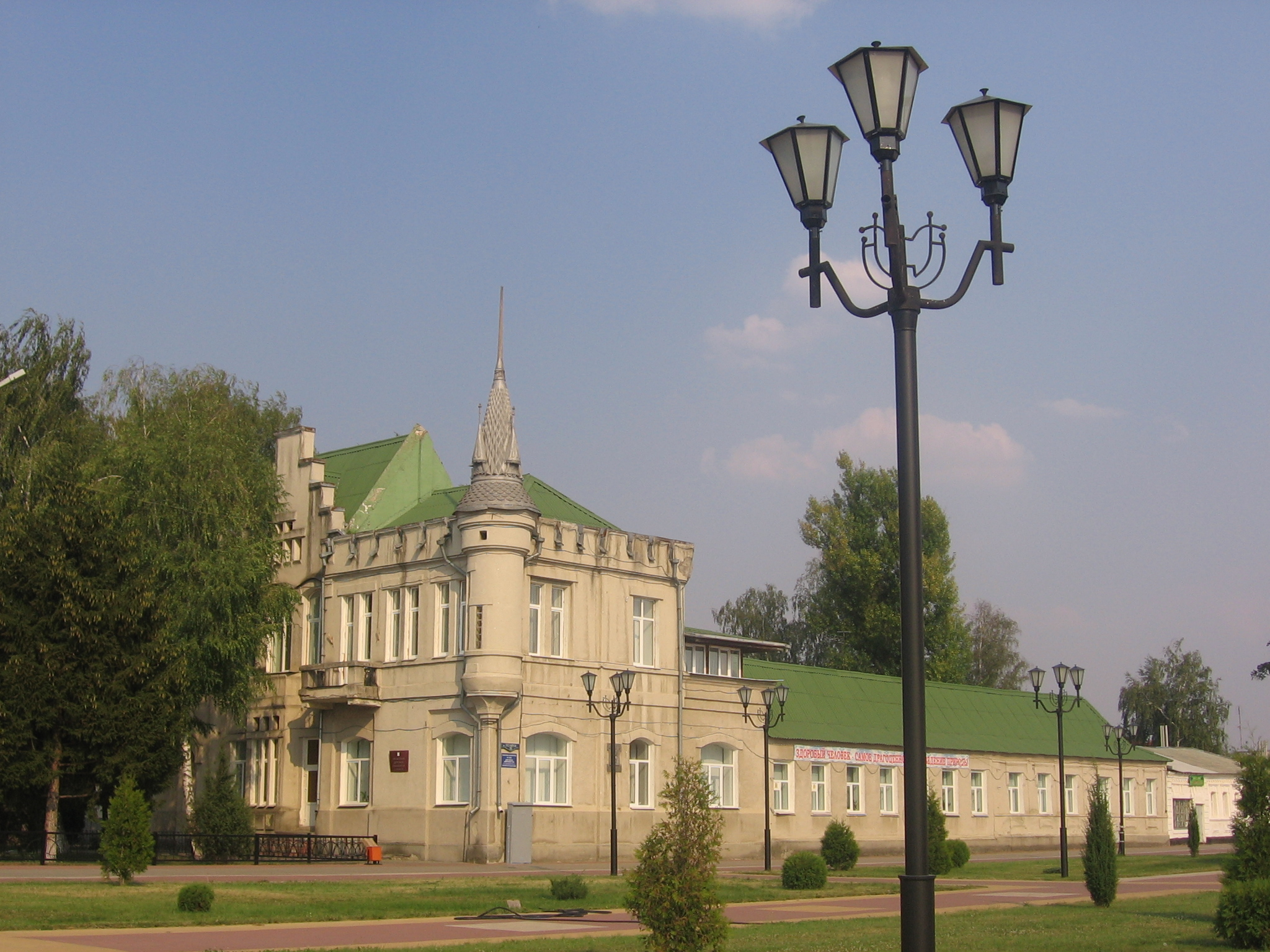
Дитячий ревматологічний санаторій (Будинок купця Дмитрієнка).Грайворон
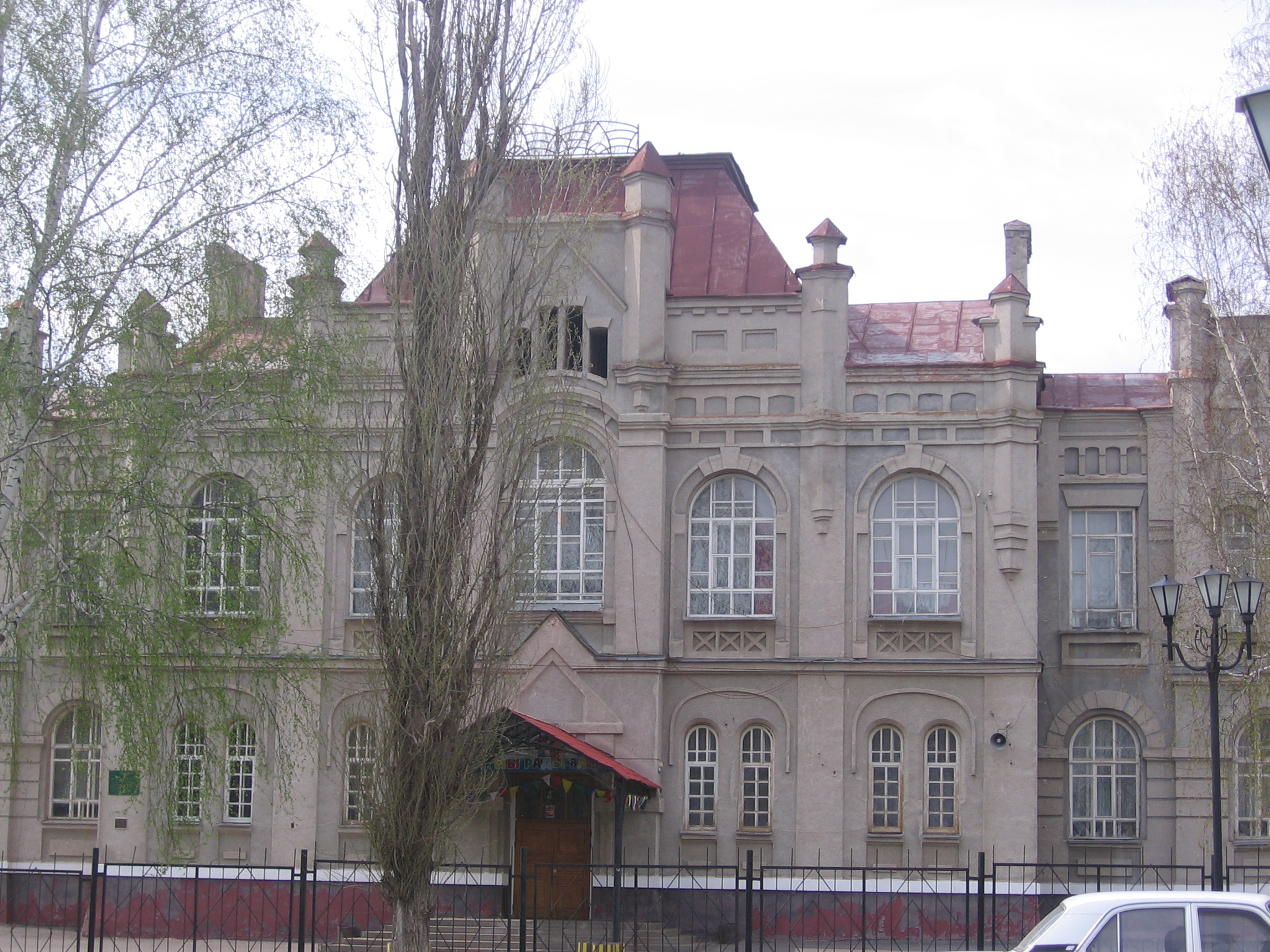
Грайворон. Загальноосвітня школа (колишня чоловіча гімназія, побудована 1910 року)
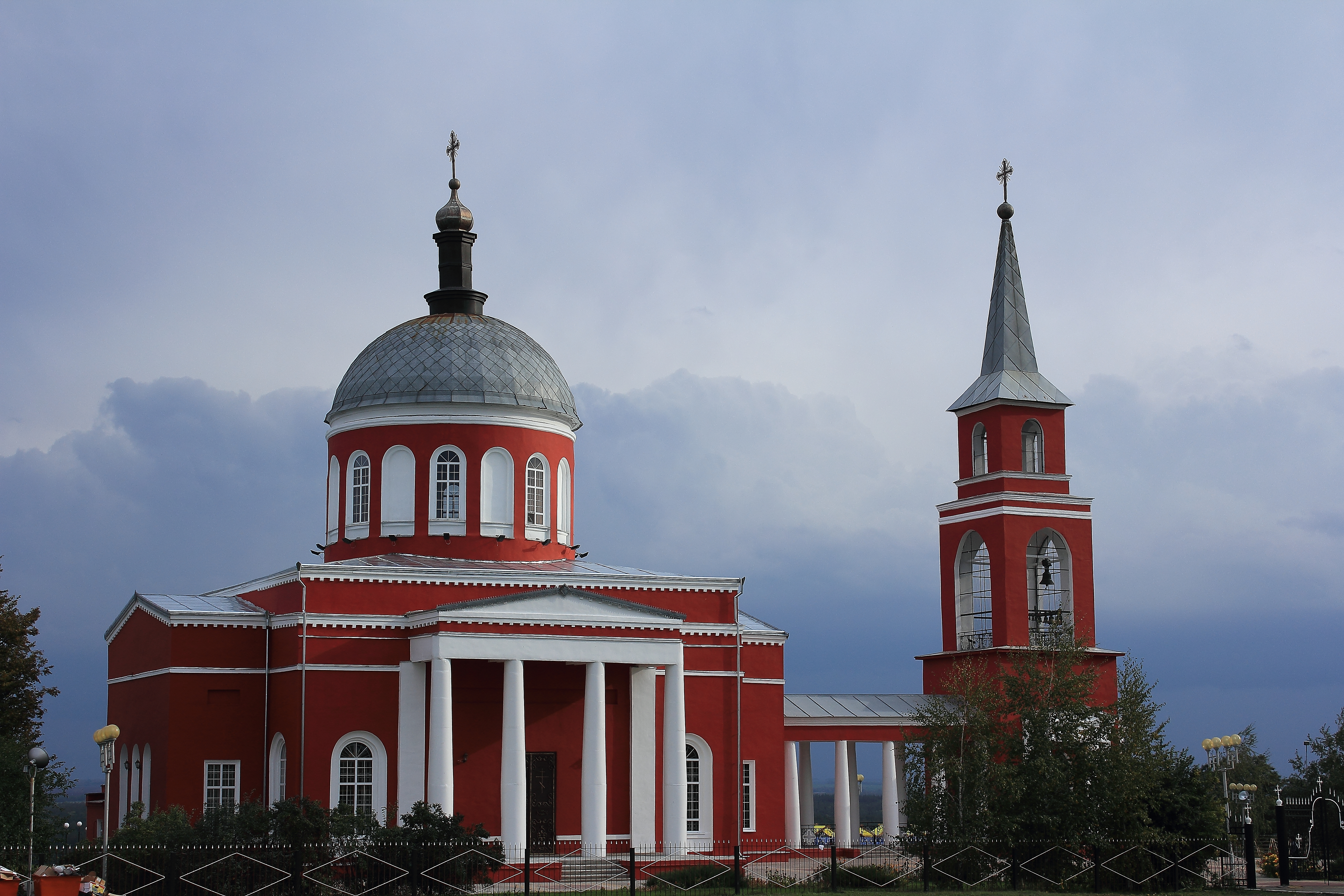
Храм Воскресіння Христового, Хотмижськ
Старий шкільний будинок в селі Хухра
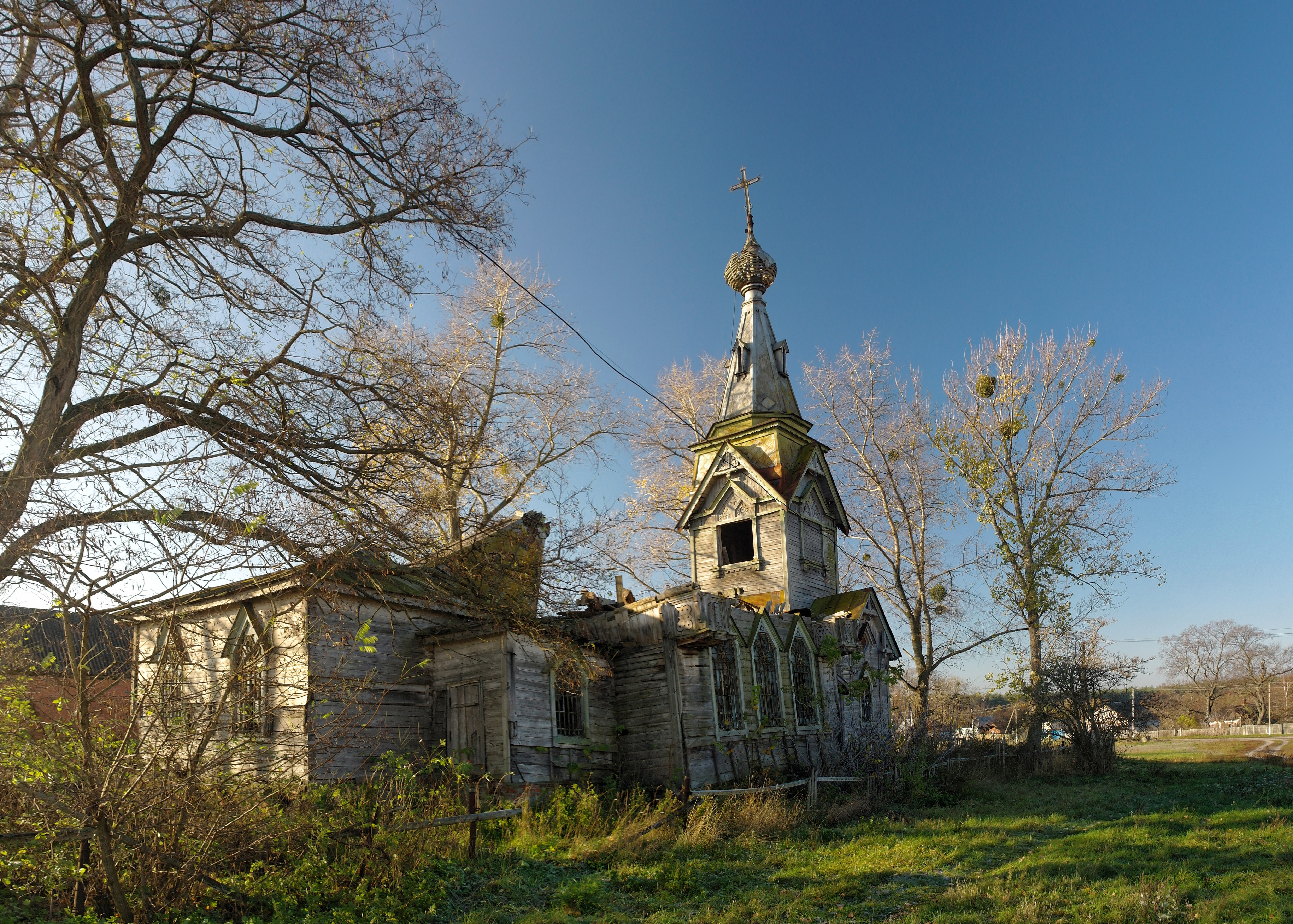
Дерев’яний храм Мучениці Параскової П'ятниці в селі Бакирівці. Архітектор Покровський В. М., дерев'яний модерн
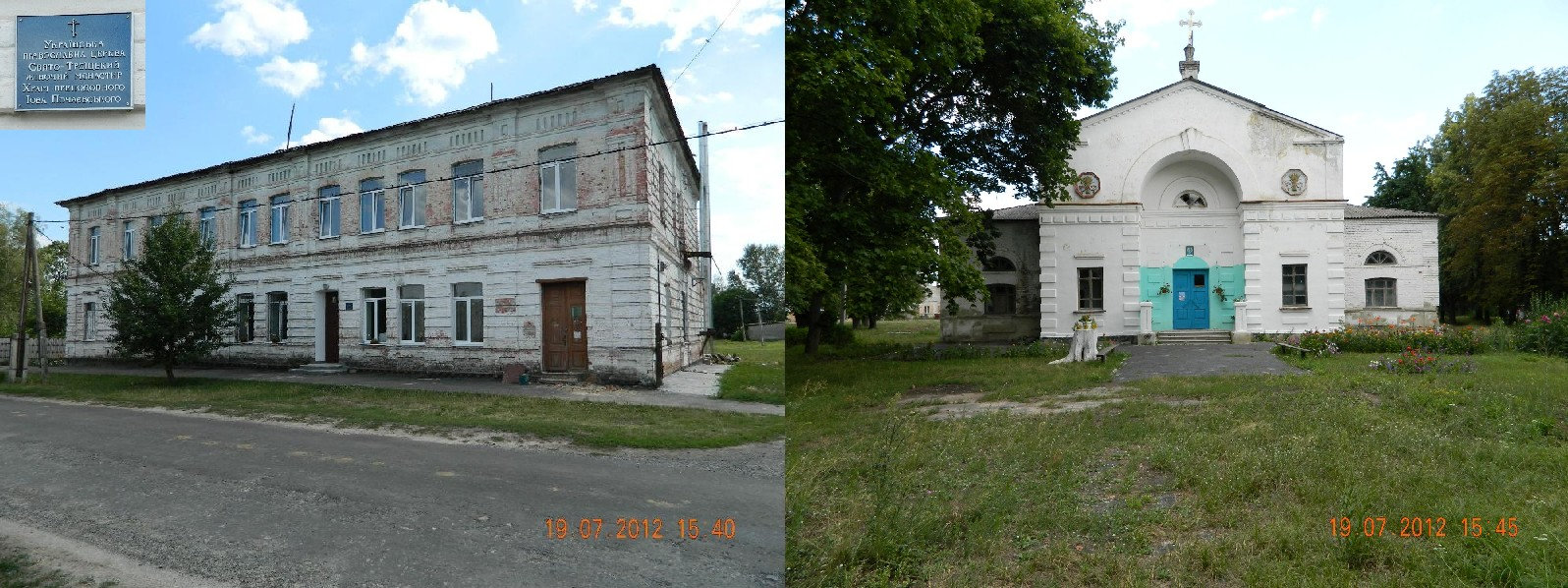
Храм преподобного Іова Почаєвського. Великобудищанський Свято-Троїцький жіночий монастир у с. Писарівщина
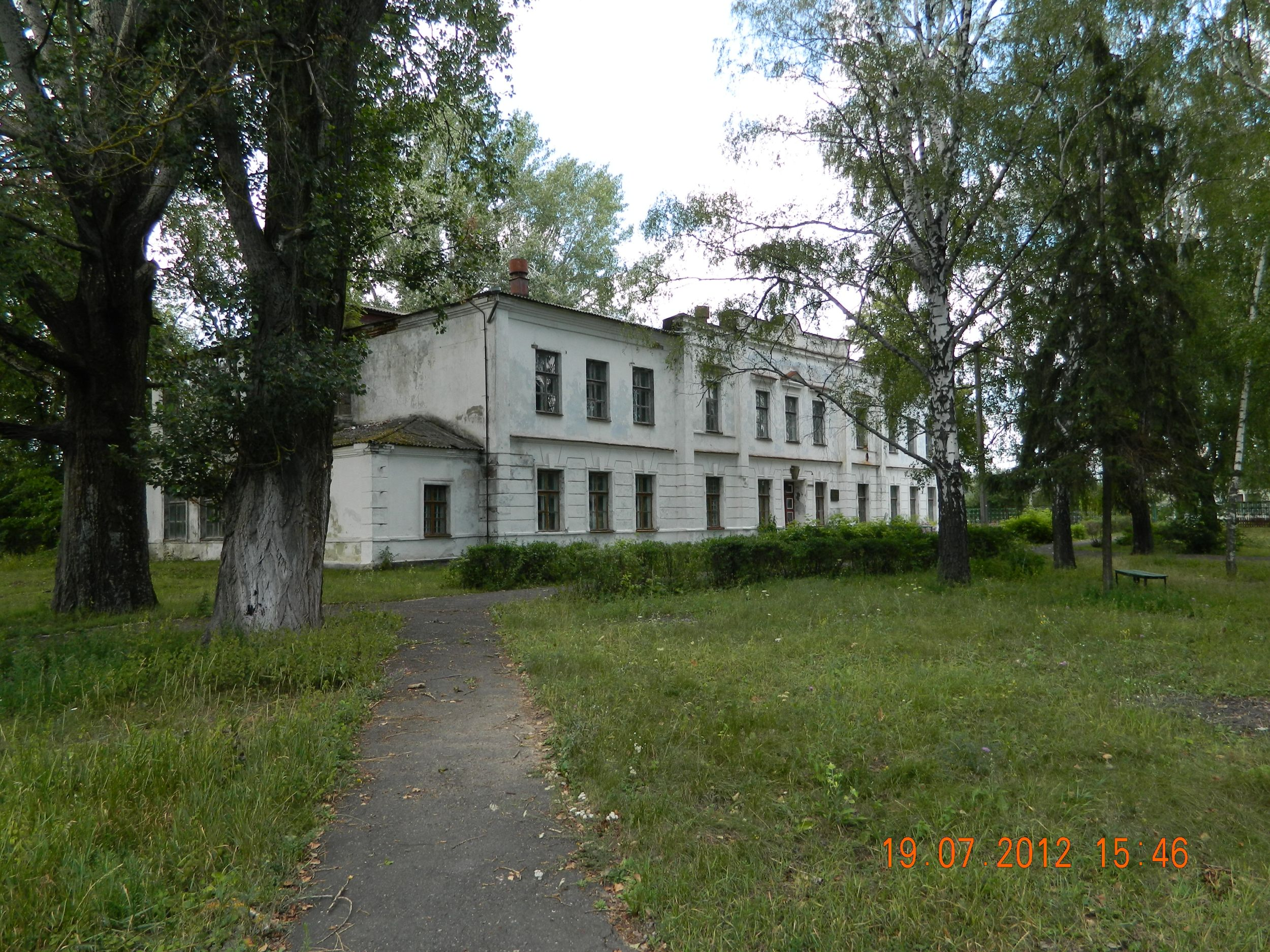
Навчальний корпус зооветеринарного технікуму у с. Писарівщина
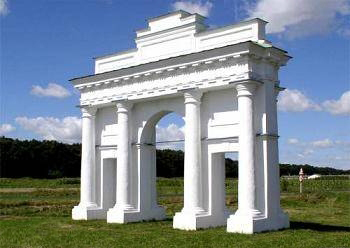
Тріумфальні ворота. Автор проекту — академік архітектури Луїджі Руска
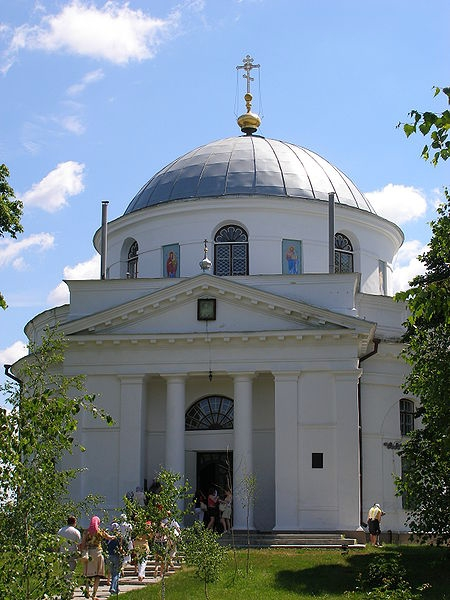
Церква в ім'я Св. Миколая в селищі Диканька, на 2008 рік. Архітектор М.О. Львов
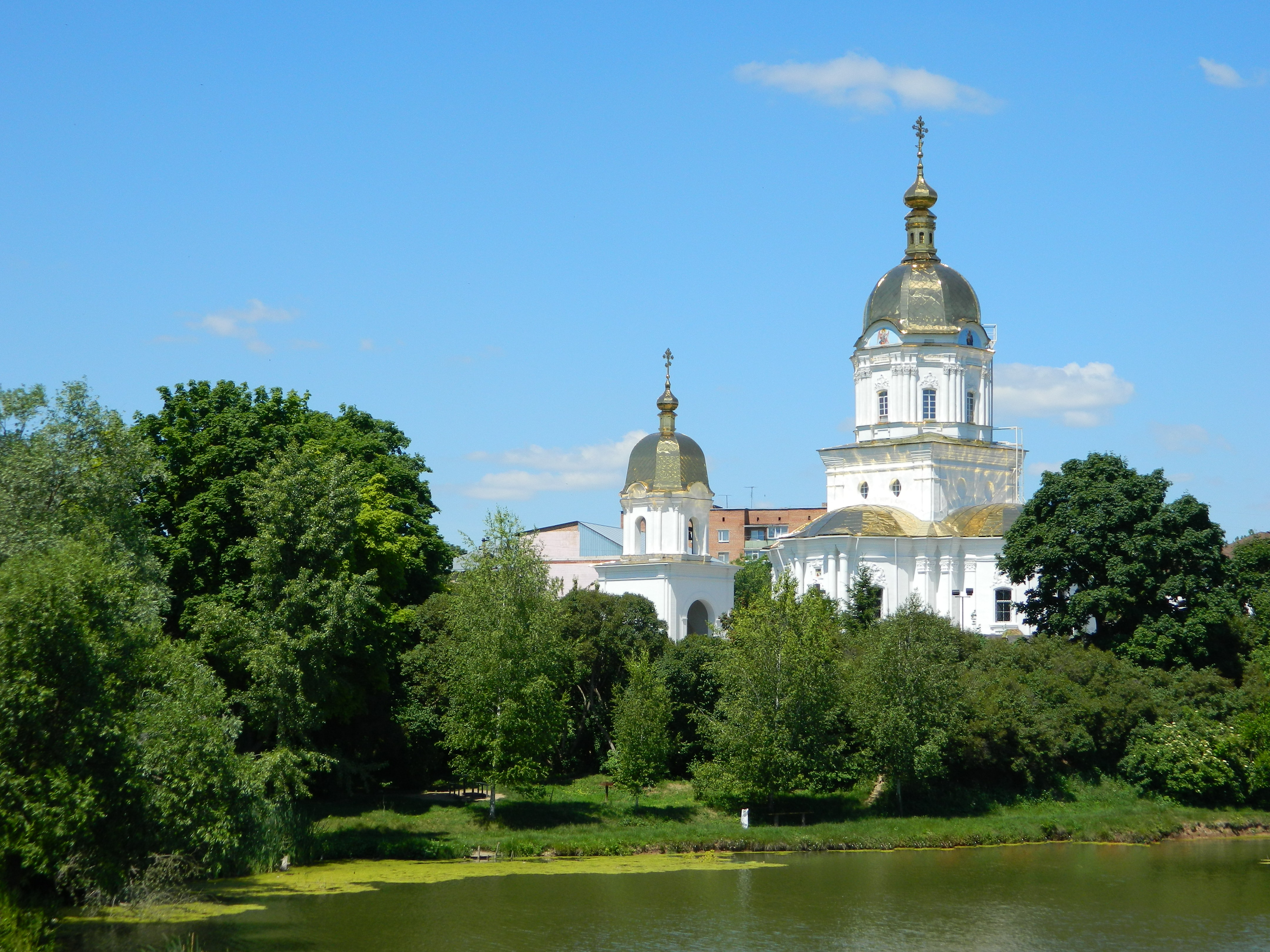
Мурована церква на честь Святої Трійці у Диканьці, на 2015 рік. Архітектор М.О. Львов (?)
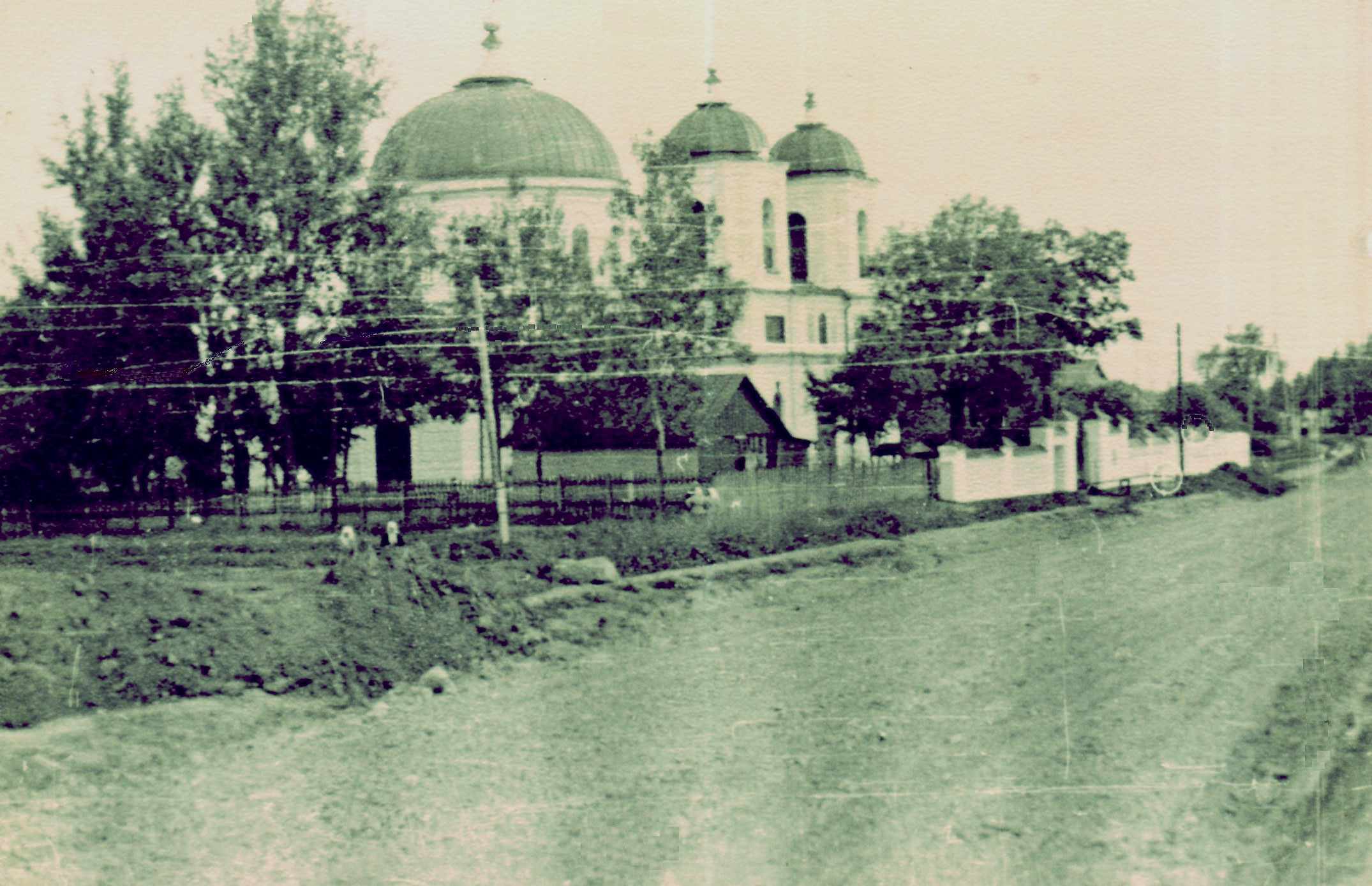
Свято-Троїцька церква, Великі Будища

### Давні світлини

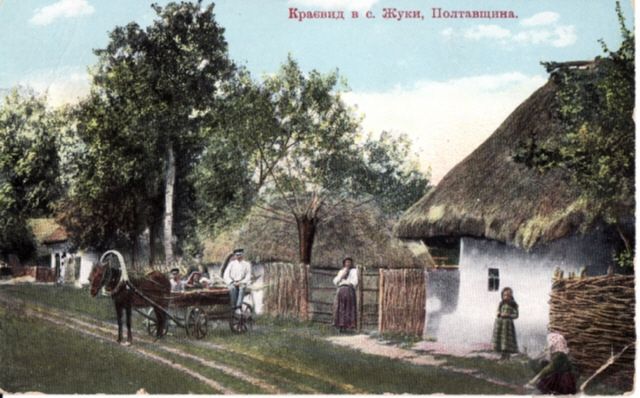
Жуки Полтавського повіту, вулиця у селі, 1913
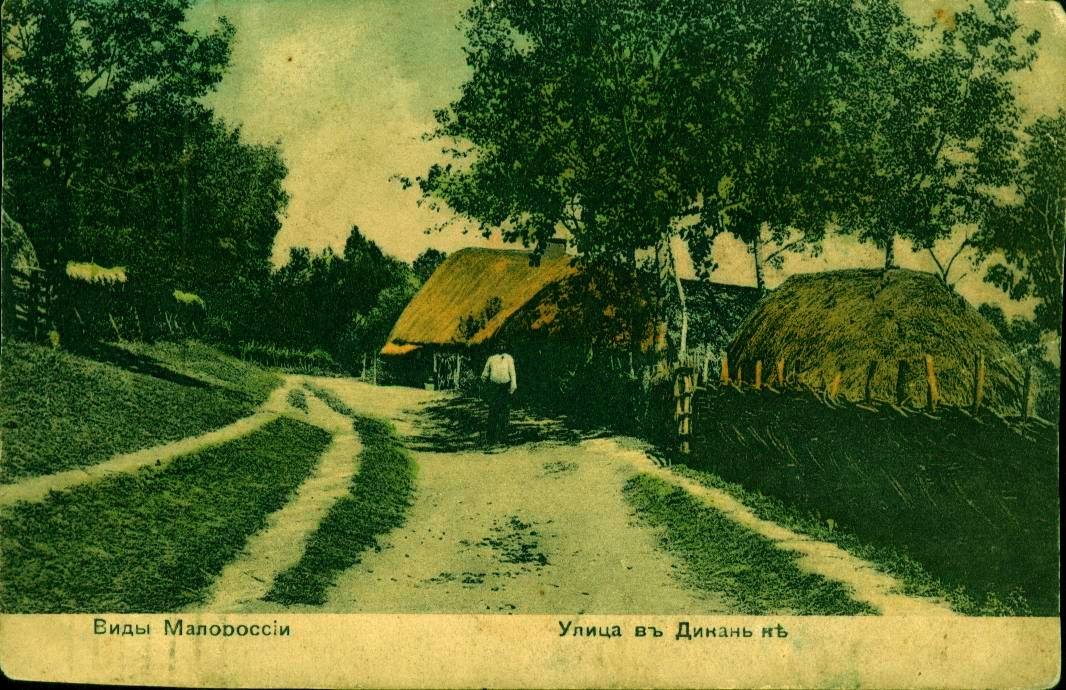
Вулиця у Диканці, кінець 19 століття
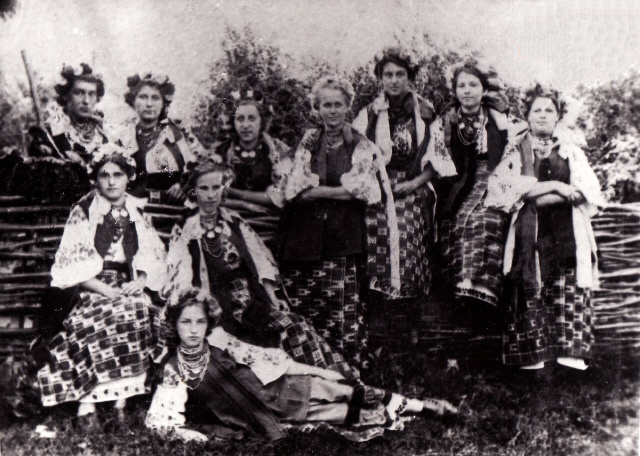
Диканські дівчата. Зліва перша і п'ята дочки Віктора Сергійовича Кочубея Надія і Софія. Диканька, близько 1912 року
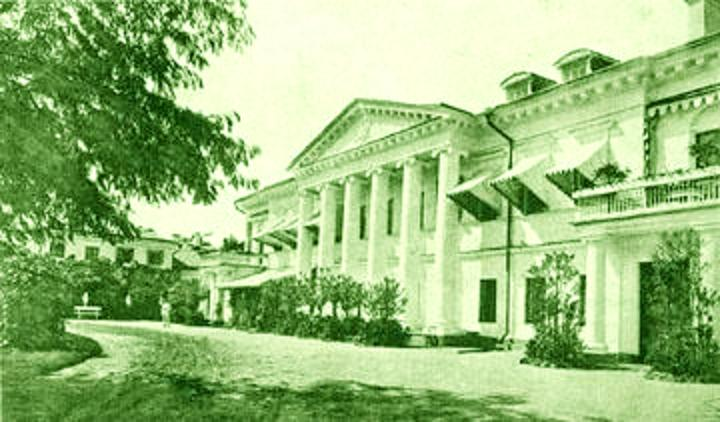
Диканька. Фасад палацу у маєтку Кочубеїв у Диканьці. Фотографія кінця XIX ст.
Диканька Брама садиби у маєтку Кочубеїв, фотографія, кінець XIX ст.
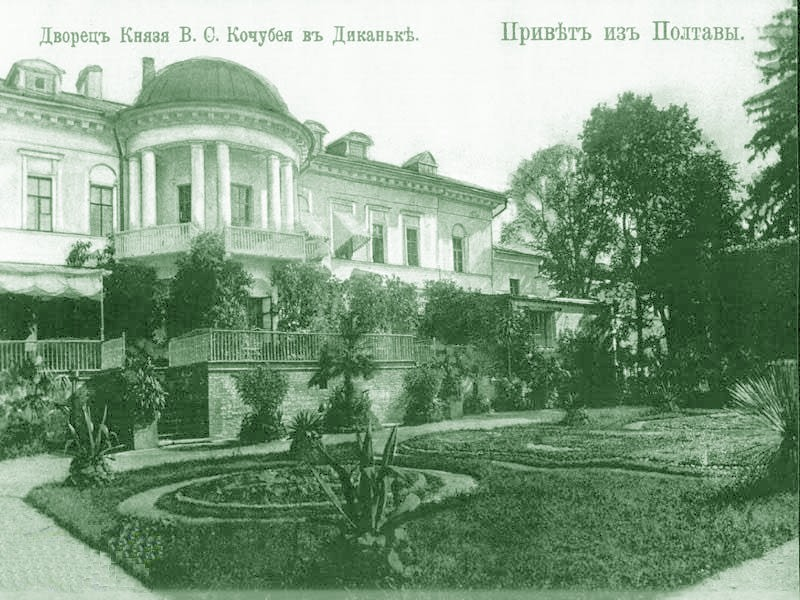
Маєток Кочубеїв у Диканці. Квітник у дворі палацу. Фотографія кінця XIX ст.
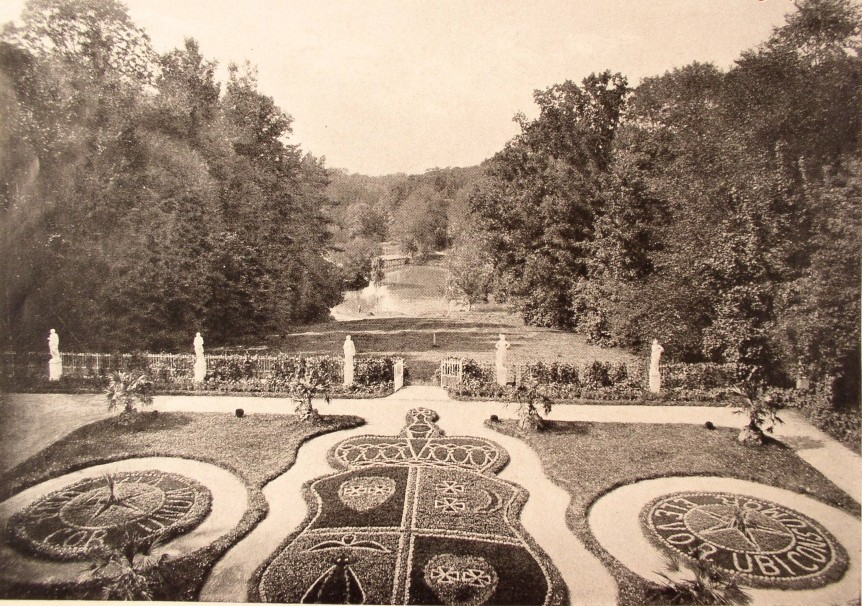
Диканька. Герб роду Кочубеїв на квітнику у дворі палацу.
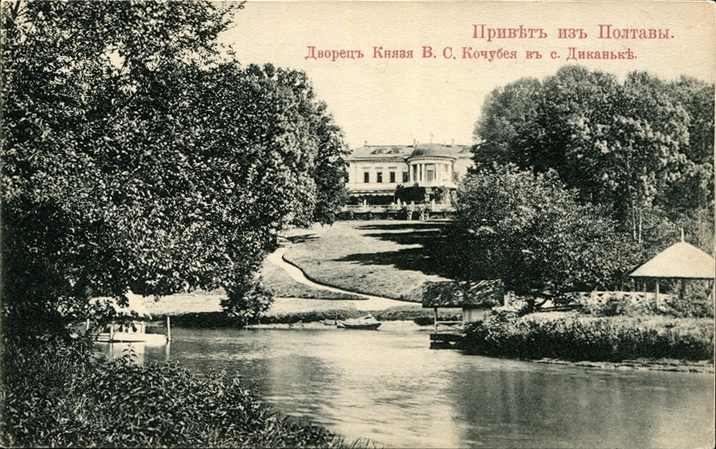
Диканька. Вигляд палацу князя Кочубея з боку ставка. Фотографія на поштовій листівці кінця XIX ст.
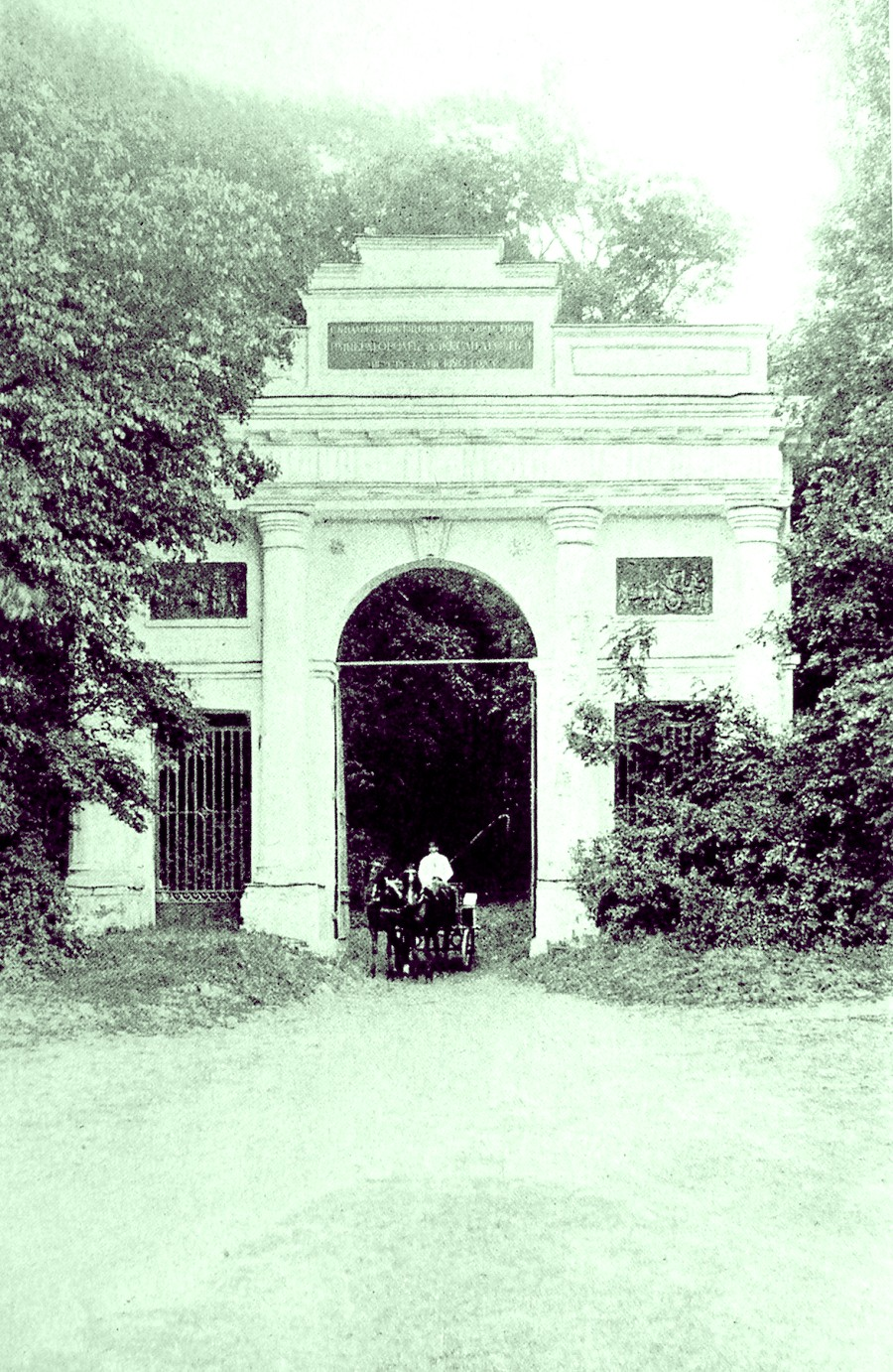
Тріумфальна арка на честь відвідин Диканьки Олександром I 1-го серпня 1820 року. Фотографія кінця XIX ст.
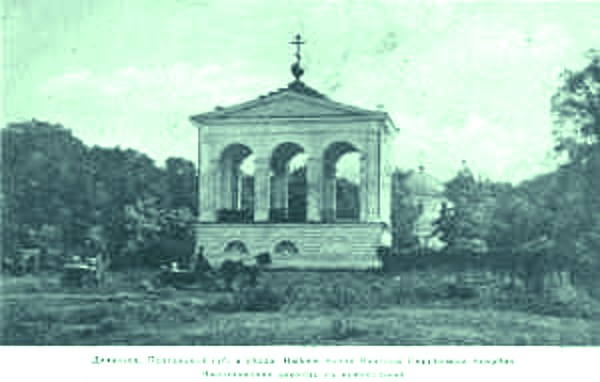
Дзвіниця Миколаївської церкви у Диканьці. Архітектор Луїджі Руска. Фотографія кінця XIX ст.
Пошта у маєтку Кочубея у Диканьці. Фотографія кінця XIX ст.
Броварня у маєтку Кочубеїв у Диканьці. Фотографія кінця XIX ст.
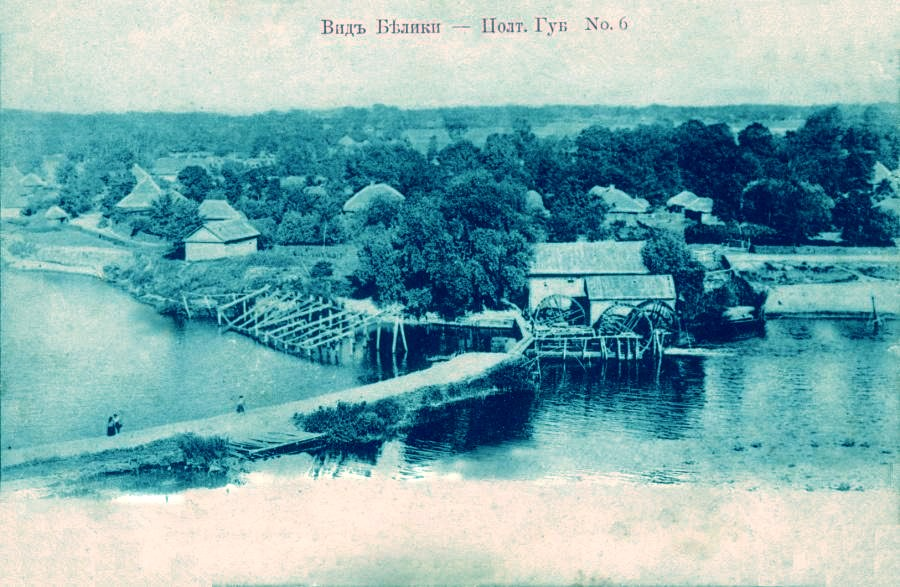
Ворскла. Млини біля села Білики. Фотографія кінця 19 ст.

### Природа

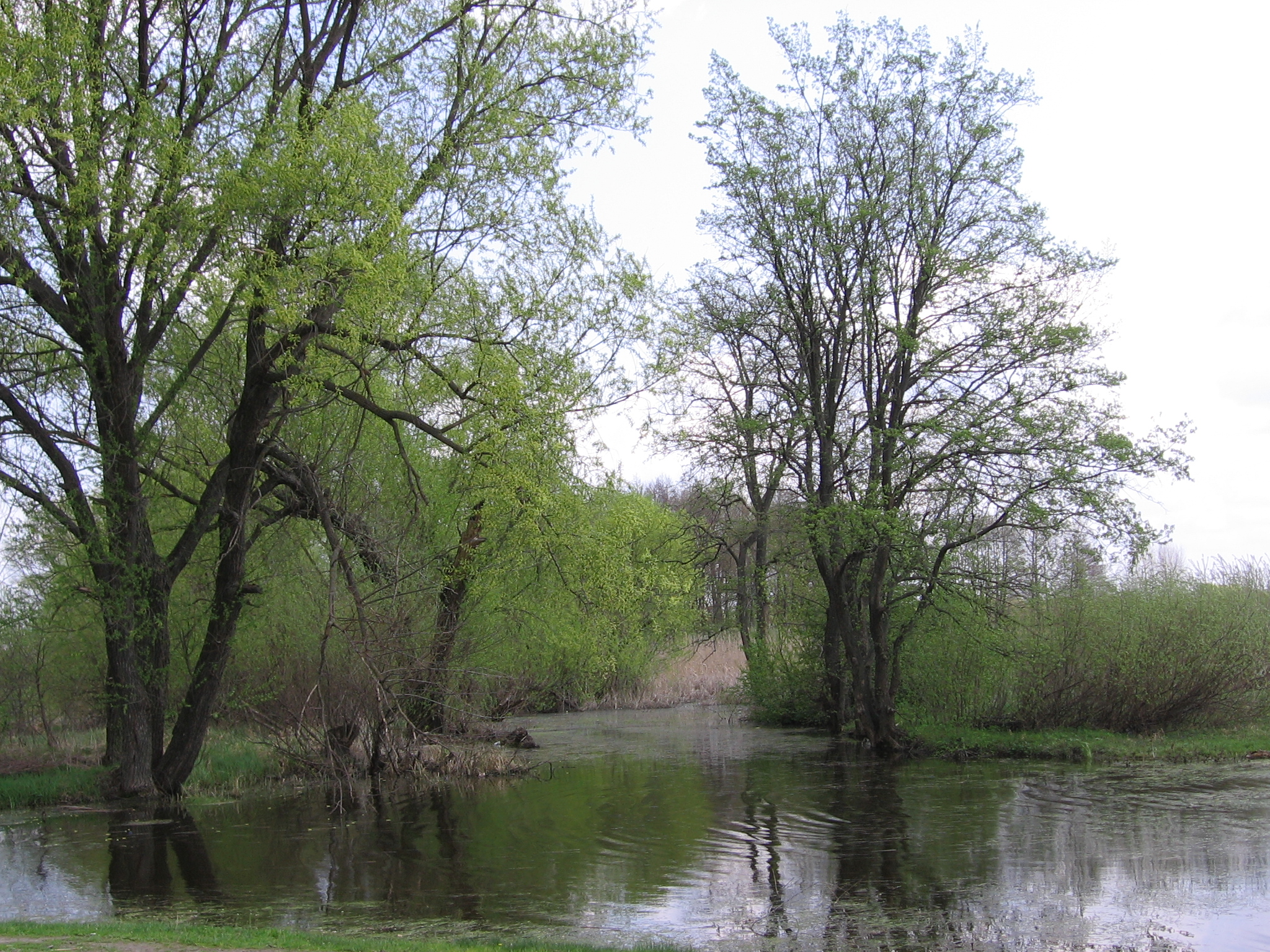
Грайворон. Озеро Ведмедівка
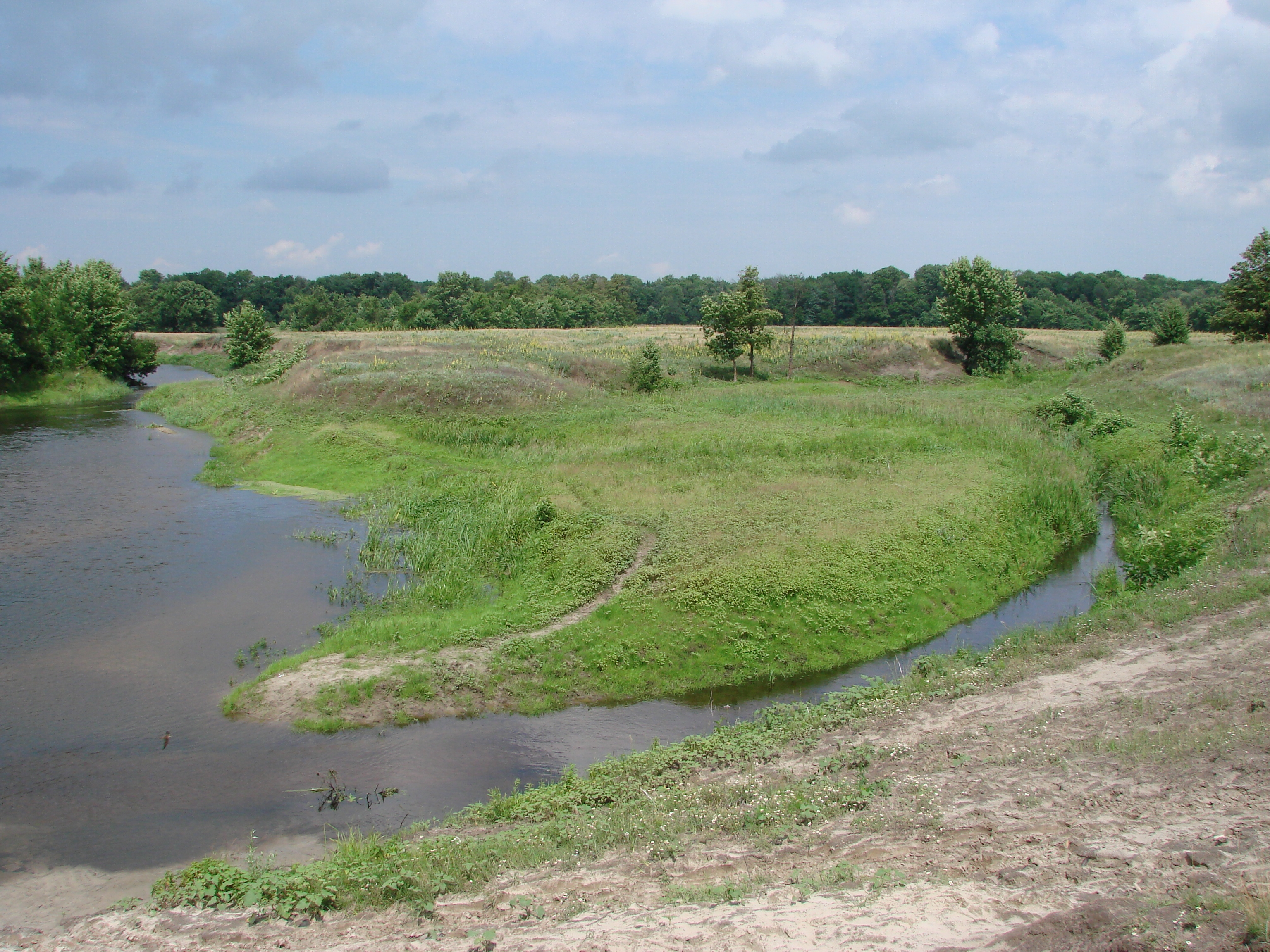
Гетьманський національний природний парк. Ворскла поблизу Хухри
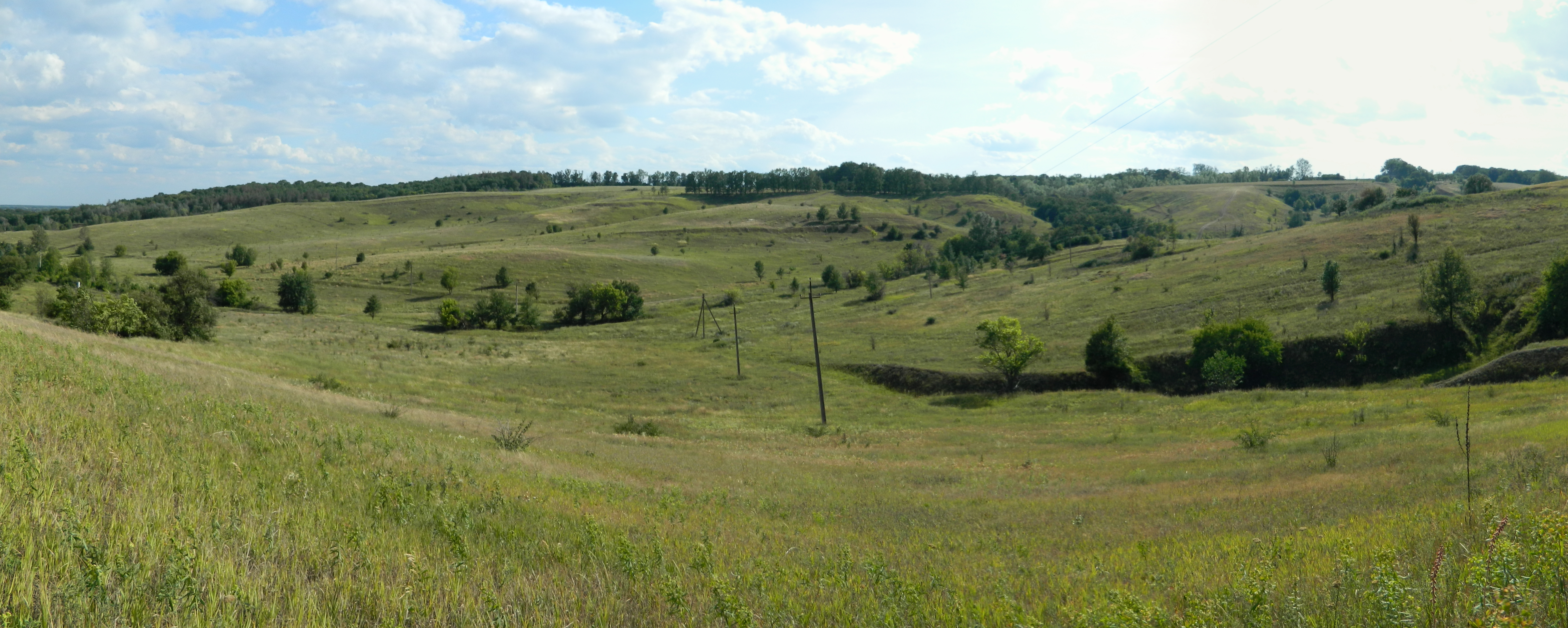
Фесенкові Горби
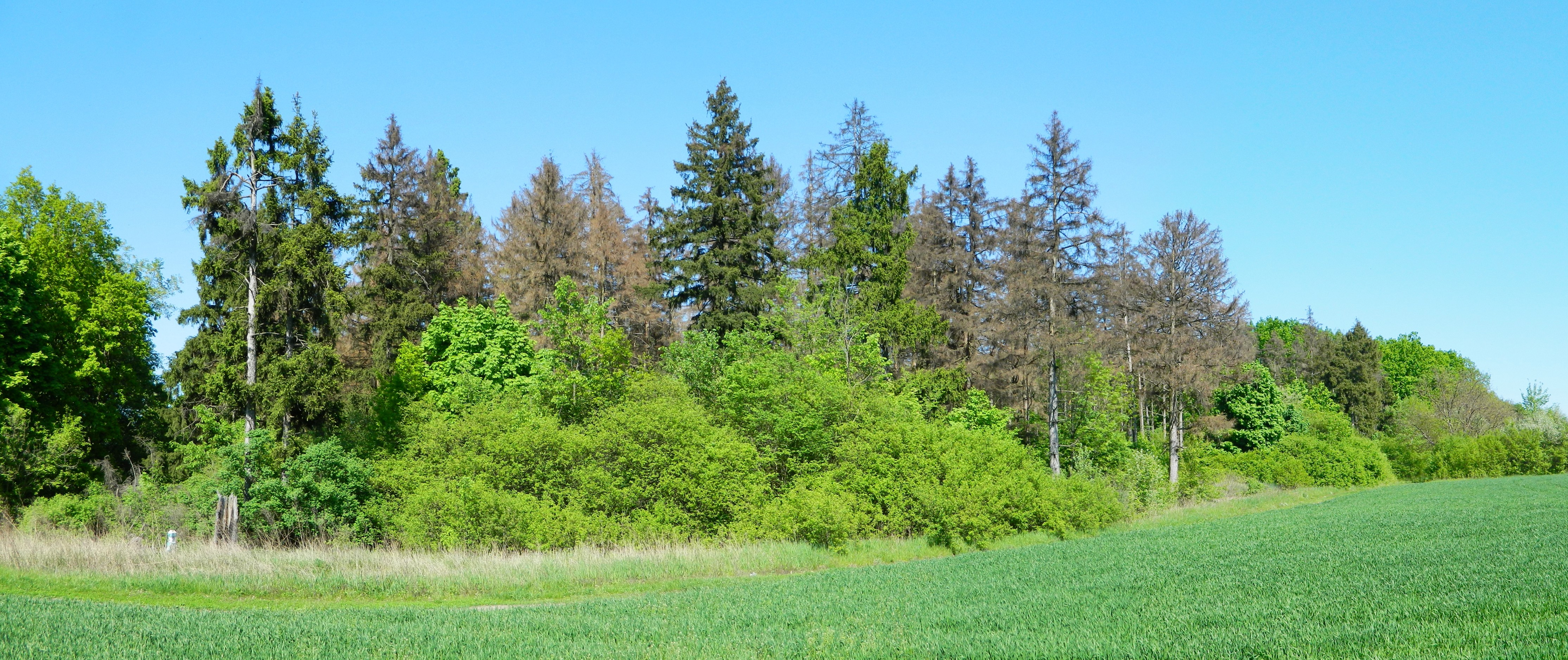
Ялиновий гай у Диканьці
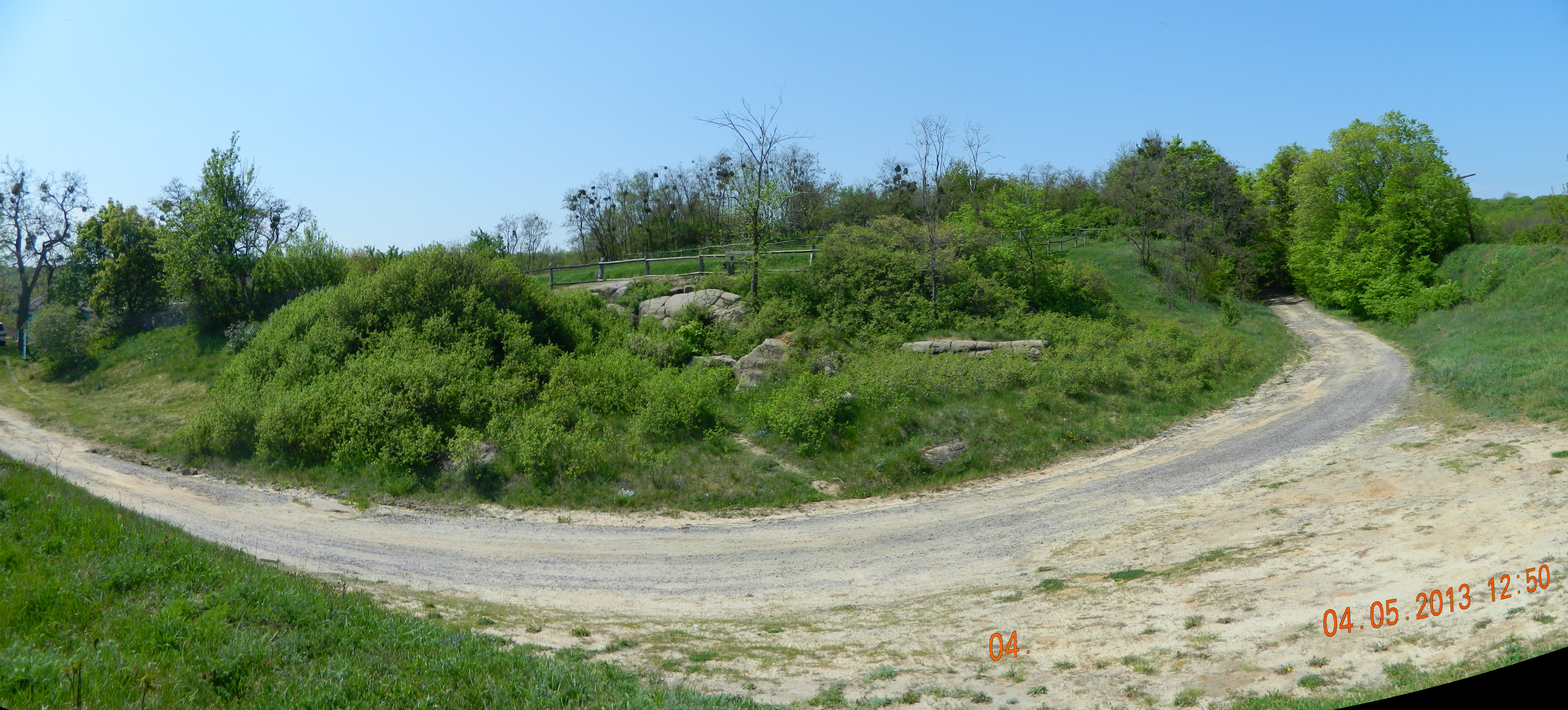
Відслонення пісковиків, Брусія
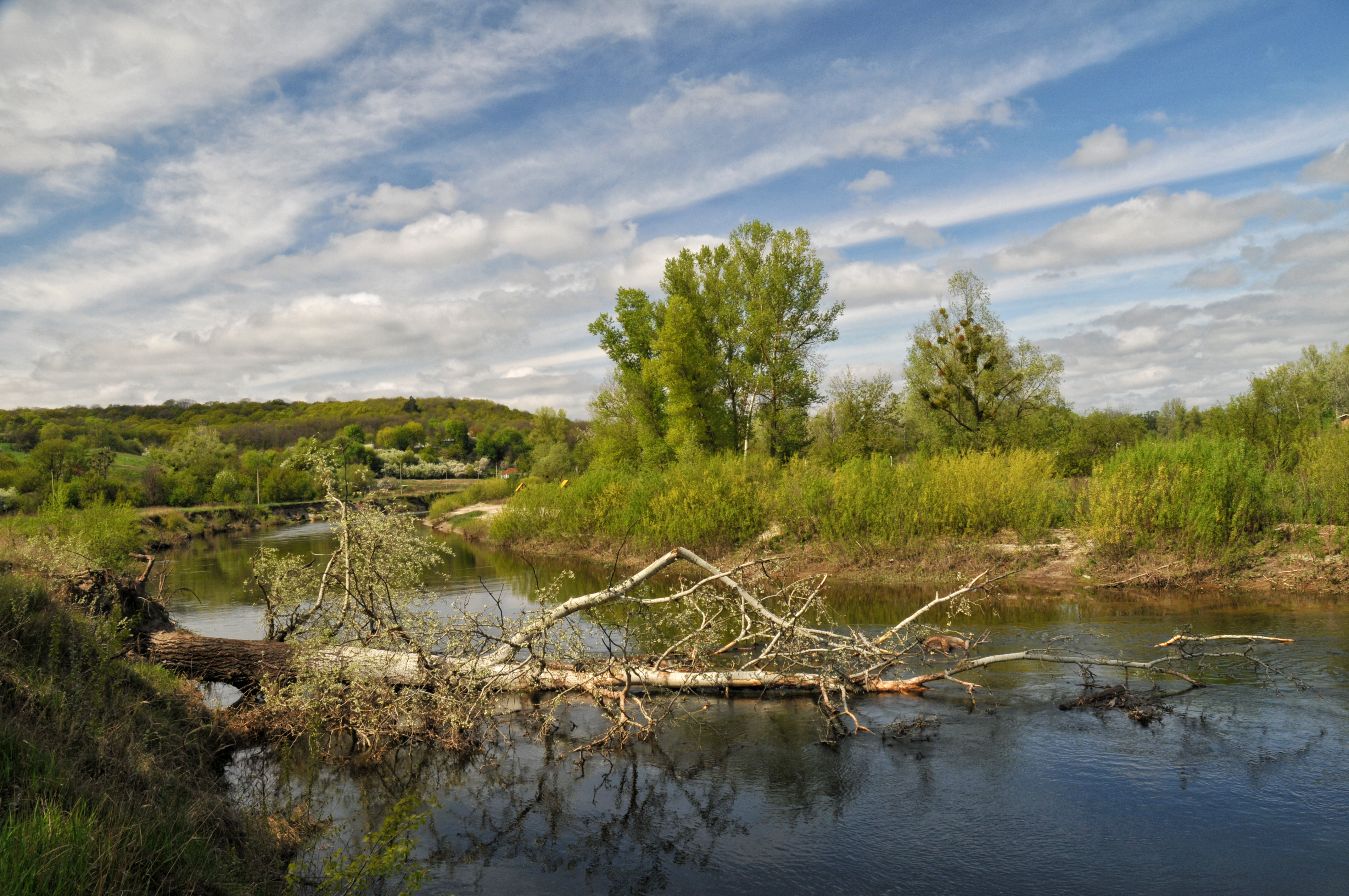
Ворскла  поблизу Михайлівки
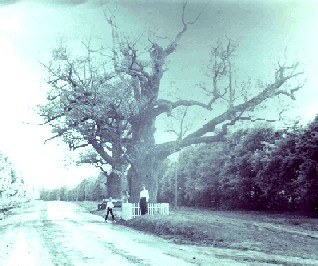
Дуби часів Мазепи та Пушкіна поблизу Диканьки, 10.05. 1967 р.
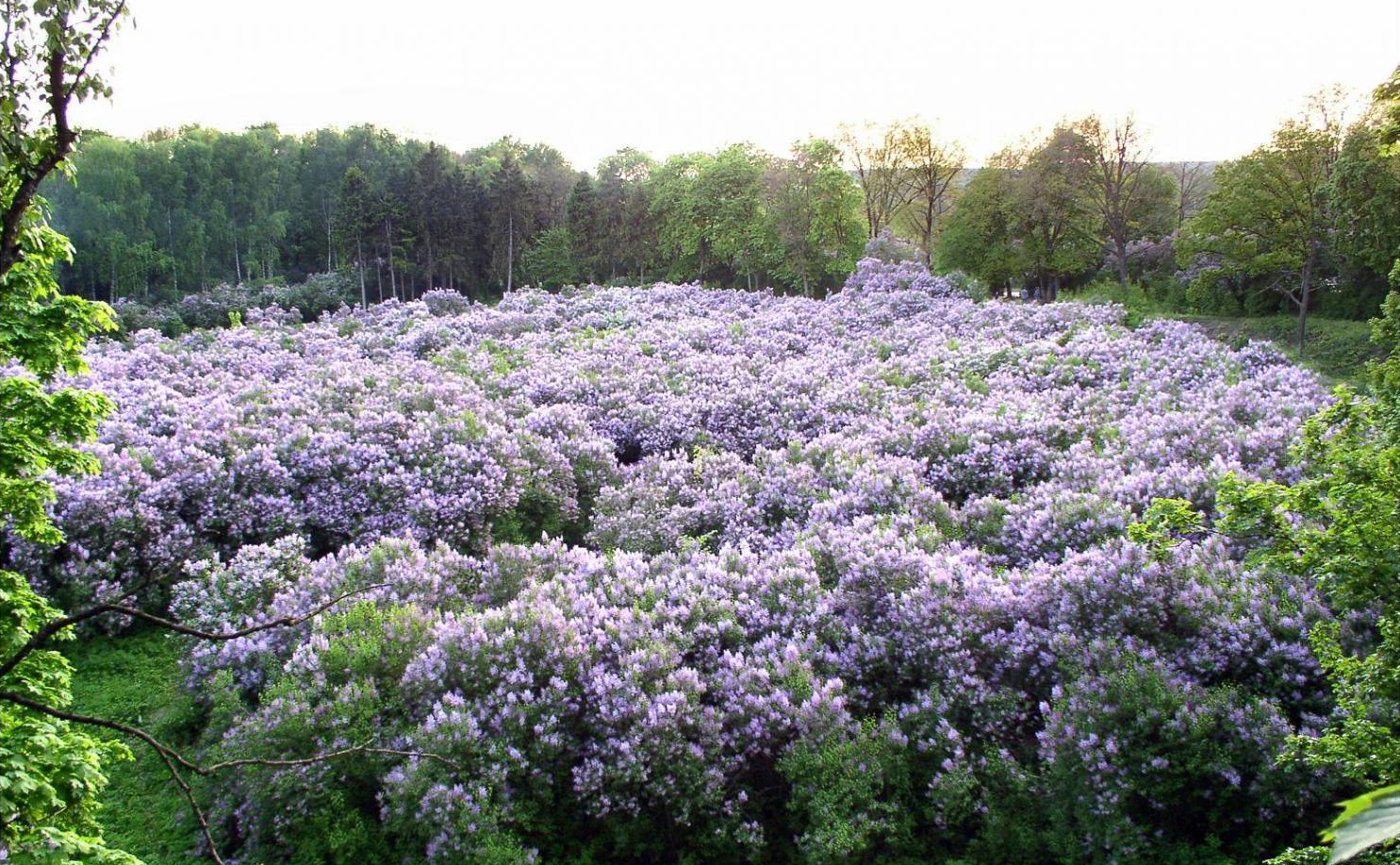
Бузковий гай у Диканьці
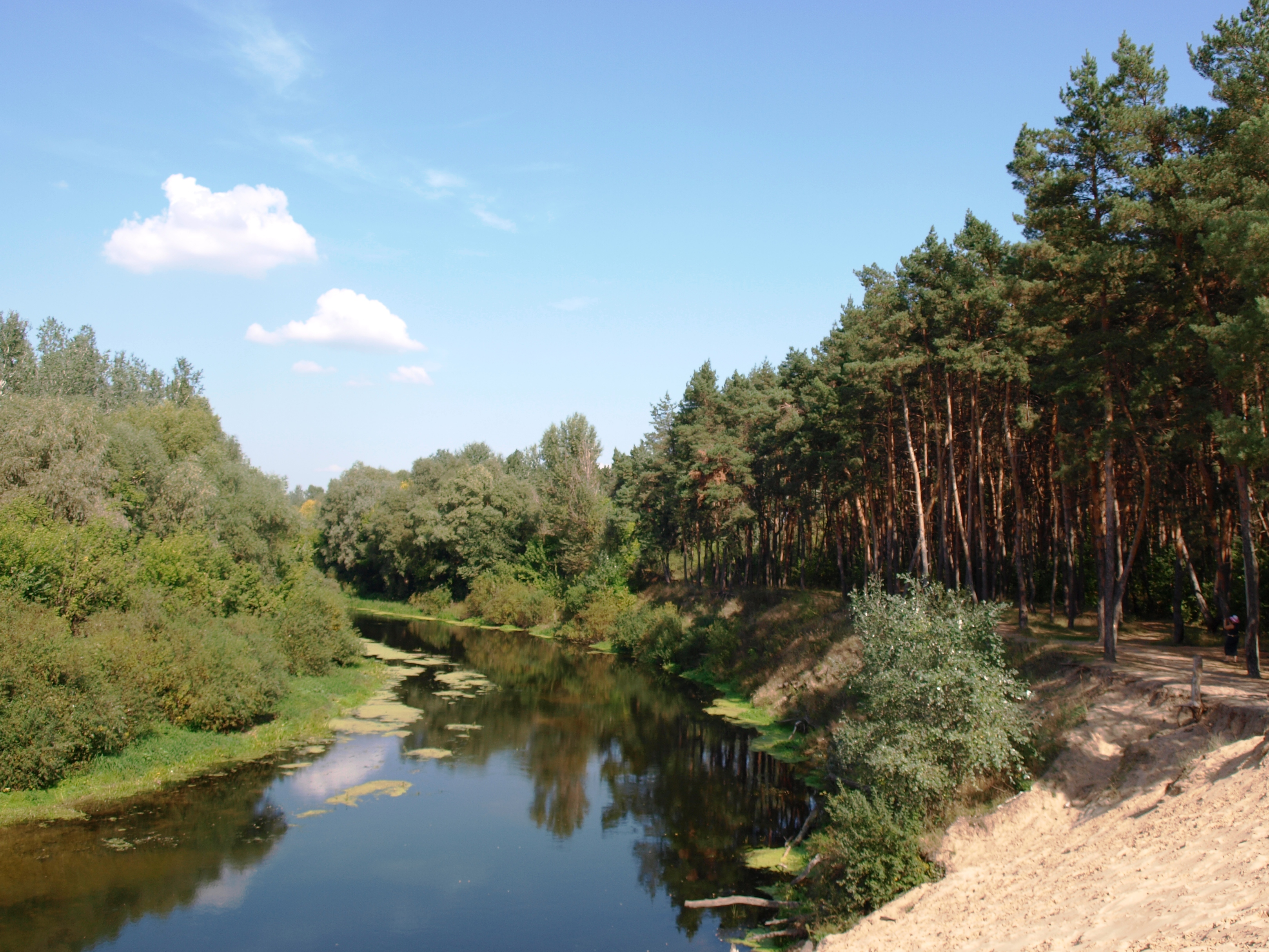
Ворскла біля Нових Санжар